# Lovögårdarna

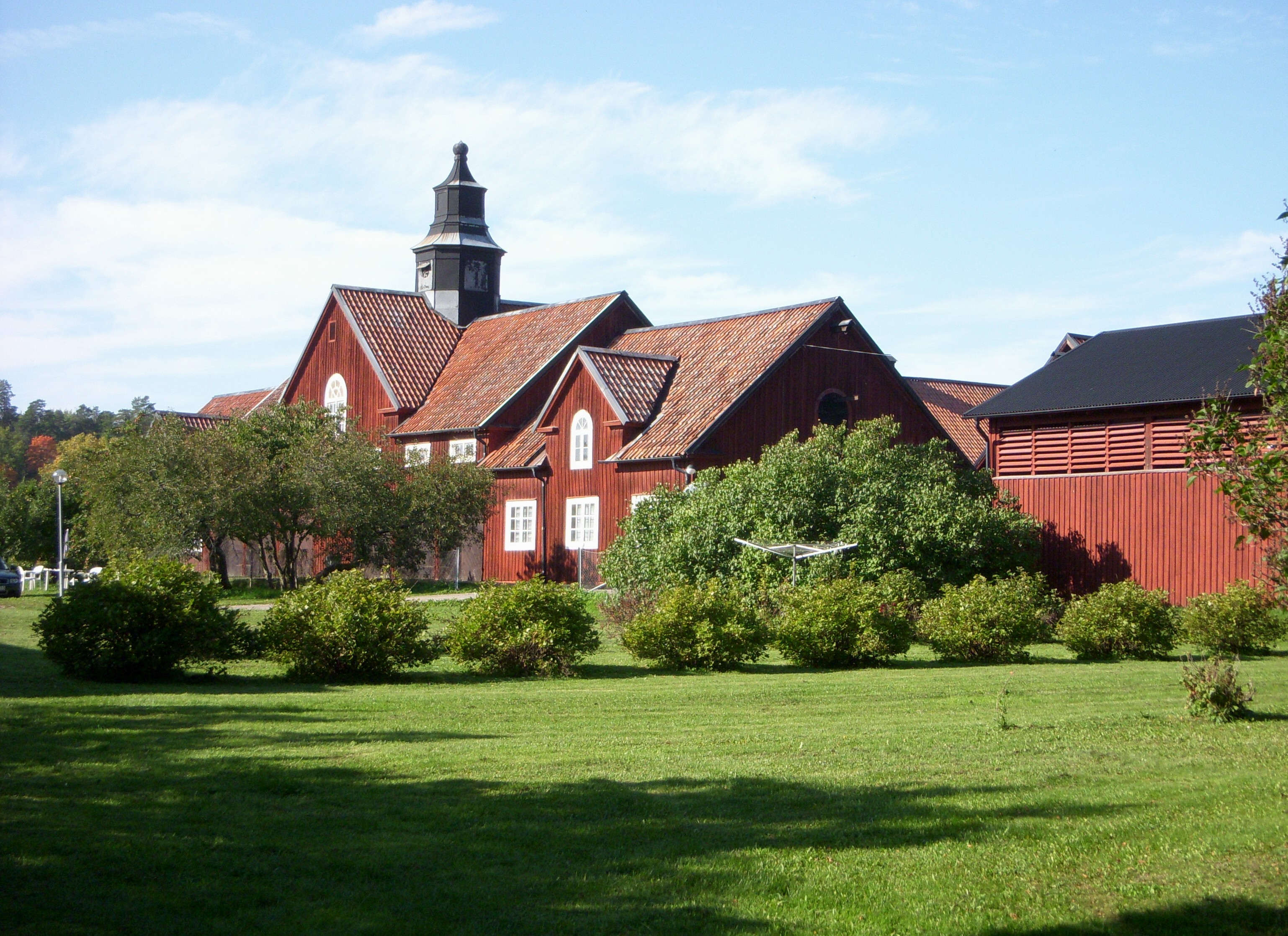
Drottningholms kungsgård är en av Lovögårdarna.

Lovögårdarna är tio historiska gårdar belägna på Lovön i Ekerö kommun. Till gårdarna hör Drottningholms kungsgård som förvaltas av Kungliga hovstaterna samt arrendegårdarna Barkarby, Berga, Edeby, Hogsta, Lunda, Norrby och Rörby som förvaltas av Statens fastighetsverk medan Söderby är i privat ägo. Till Lovögårdarna räknas även Lovö prästgård som ägs av Elin Rydström och Karel Leesment 

## Historik

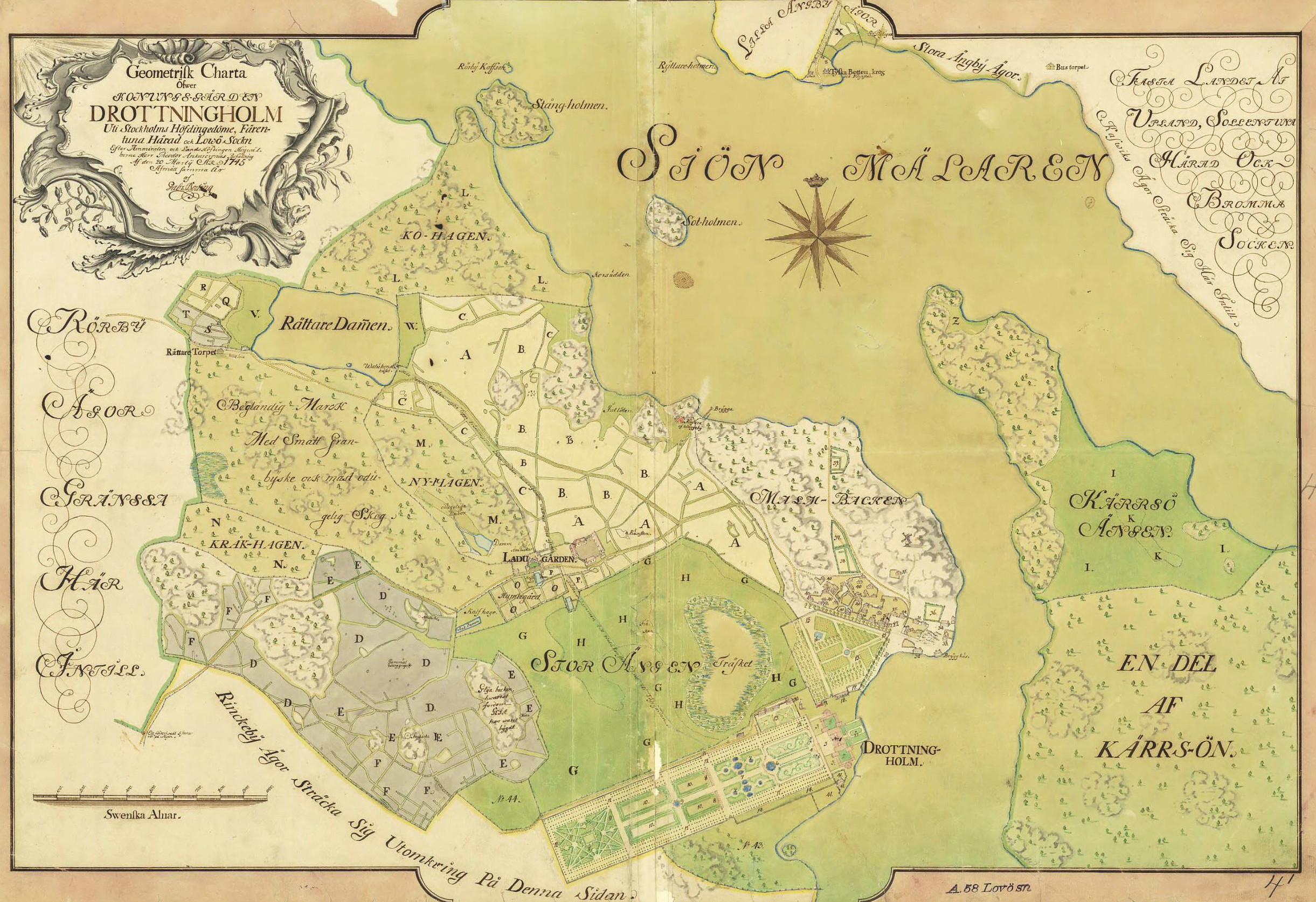
Drottningholms kungsgård 1745.

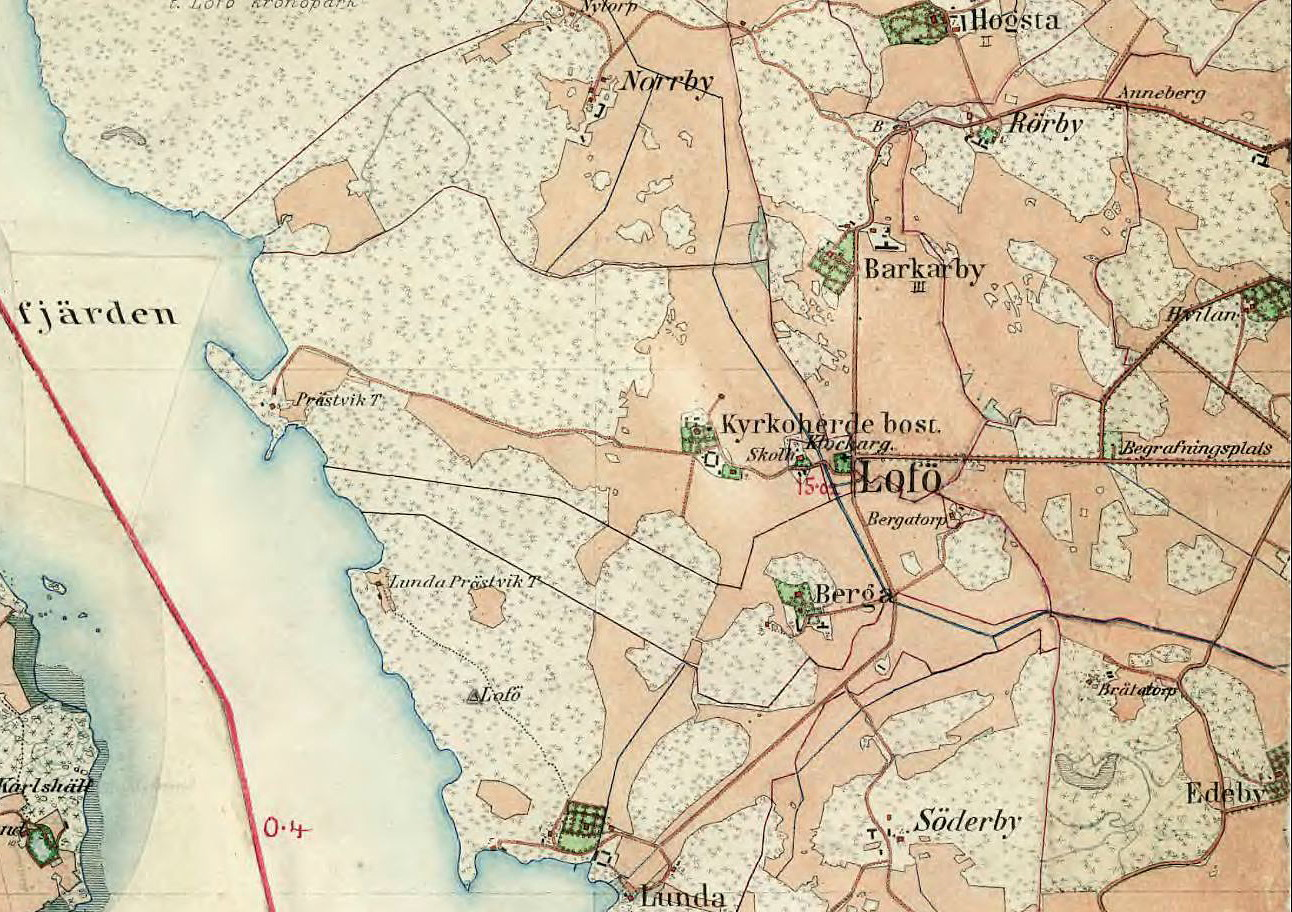
Del av västra Lovön på Häradsekonomiska kartan från 1900.

Gårdarna på Lovön har en lång plats- och brukningskontinuitet som räcker tillbaka till forntiden. Vid Lunda och Söderby ligger de äldsta spåren efter människor som levde på ön redan under stenåldern. Alla gårdar utom Lunda ligger vid gravfält från yngre järnåldern och ortnamnen tyder också på bosättningsplatser med hög ålder. Huvudnäringen för forntidens bofasta befolkning bestod av jakt och fiske samt djurhållning och jordbruk. Från medeltiden och fram till 1540-talet var Lovön ett jordbruksområde med många självägande skattebönder. Kronan ägde vid den tiden endast en gård i Norrby, anskaffad först 1531 genom ett markbyte. 
Lovögårdarnas ägor sträckte sig (och sträcker sig fortfarande) ungefär som tårtbitar med Lovö kyrka som mittpunkt utåt Mälaren, där även ett vattenområde ingick med rätt att fiska. Längst i norr återfinns Hogsta, sedan följer medsols: Rörby, Drottningholms kungsgård (tidigare Glia och Wicby), Rinkeby, Edeby, Söderby, Lunda, Berga, Lovö prästgård, Norrby och Barkarby. Av dessa gårdar är det bara Rinkeby som inte existerar längre. På dess ägor ligger idag bland annat Kina slott, Cantongatan, Lovö skogskyrkogård och Kungliga Drottningholms golfklubb.
Under 1550-talet köpte respektive bytte kronan till sig samtliga gårdar på Lovön, utom prästgården och klockargården vid Lovö kyrka. I slutet av 1600-talet fanns det humlegårdar i nästan alla Lovögårdar. Humlekottarna förbättrar smaken och har konserverande samt bakteriedödande effekt vid bryggning av öl. Under 1800-talet uppodlades merparten av ängsmarken till åker och många handelsträdgårdar anlades som sålde sina produkter till Stockholm. Den största låg vid Lambarudd som hörde till Hogsta gård. En kvarleva från den tiden är även rester efter flera latringropar som anlades vid bland annat Hogsta, Söderby och Lunda. I groparna komposterades latrin från Stockholms torrdass, och blandat med en del sopor och torvmull blev produkten till gödsel, kallad pudrett, som sedan spreds på gårdarnas åkrar.
På Häradsekonomiska kartan, som utkom i början av 1900-talet, framgår att odlings- och kulturlandskapet har i stort sett bevarat sitt utseende. Ensamgårdarna (Barkarby, Berga, Hogsta, Lunda, Kyrkoherdeboställe, Norrby, Rörby och Söderby) finns markerade och även sex torp (Bergatorp, Bocktorp, Bråtatorp, Dyviken, Nytorp och Stekstorp) samt mindre stugor är inritade när häradskartan togs fram. Fortfarande idag går det utmärkt att orientera sig efter denna karta. 
Under 1900-talet har jordbruket gradvis förändrats. I början av 1980-talet utfördes ett stort antal tomtavstyckningar och jordbruk, som tidigare höll nötkreatur och får, minskade. Förutom jordbruk med odling av bland annat spannmål och raps och ekologisk mjölkproduktion har flera gårdar hästverksamhet. Sammanlagt finns mellan 280 och 350 hästar på Lovön, året om. Flera gårdar, fornlämningar och andra sevärdheter länkas ihop med den 18 kilometer långa Lovöns fornstig som ringlar sig runt Lovön och börjar och slutar i Drottningholms slottspark.

## Samtliga lovögårdar
(I alfabetisk ordning)

### Barkarby gård
- Koordinater för huvudbyggnaden: 59°19′38.4″N 17°50′24.1″Ö / 59.327333°N 17.840028°Ö

Barkarby gård ligger på västra sidan om landsvägen strax norr om Lovö kyrka. Gårdens ägor sträcker sig i en smal remsa mot nordväst fram till Mälaren. I väster vidtar Norrby samt Prästgården och i nordost Hogsta respektive Rörby. Namnet är ett by-namn omnämnt i skriftliga källor första gången år 1409 som Berkallæby. År 1504 stavades namnet Barkareby. På 1540-talet bestod Barkarby av en frälsegård. Före 1918 var Barkarby utarrenderat som pensionat. När en ny arrendator tillträdde 1920 fanns här 25 kor och sju hästar, samt tre anställda. Under andra världskriget revs ladugårds- och stallbyggnaden eftersom virket behövdes som ved att elda med.
Gårdens gulmålade huvudbyggnad med brutet och valmat sadeltak härstammar från slutet av 1700-talet. I huset finns helfranska dörrar från samma tid. Den gamla lindallén leder fortfarande upp till gården. 1940 lät domänverket utföra en genomgripande renovering. I samband med den avlägsnades en kakelugn från gustaviansk tid. På östra sidan om landsvägen ligger gårdens ekonomibyggnader från slutet av 1800-talet och ett litet bostadsområde som tidigare utgjordes av arbetarbostäder från 1800-talet. Här finns även busshållplatsen ”Barkarby”. Lite längre norrut, vid landsvägen mellan Norrby och Hogsta stå Bocktorp, som utgör en välbevarad torpmiljö från 1800-talet. Gården brukas idag ihop med Hogsta och Norrby ägor.

Barkarby gård, bilder
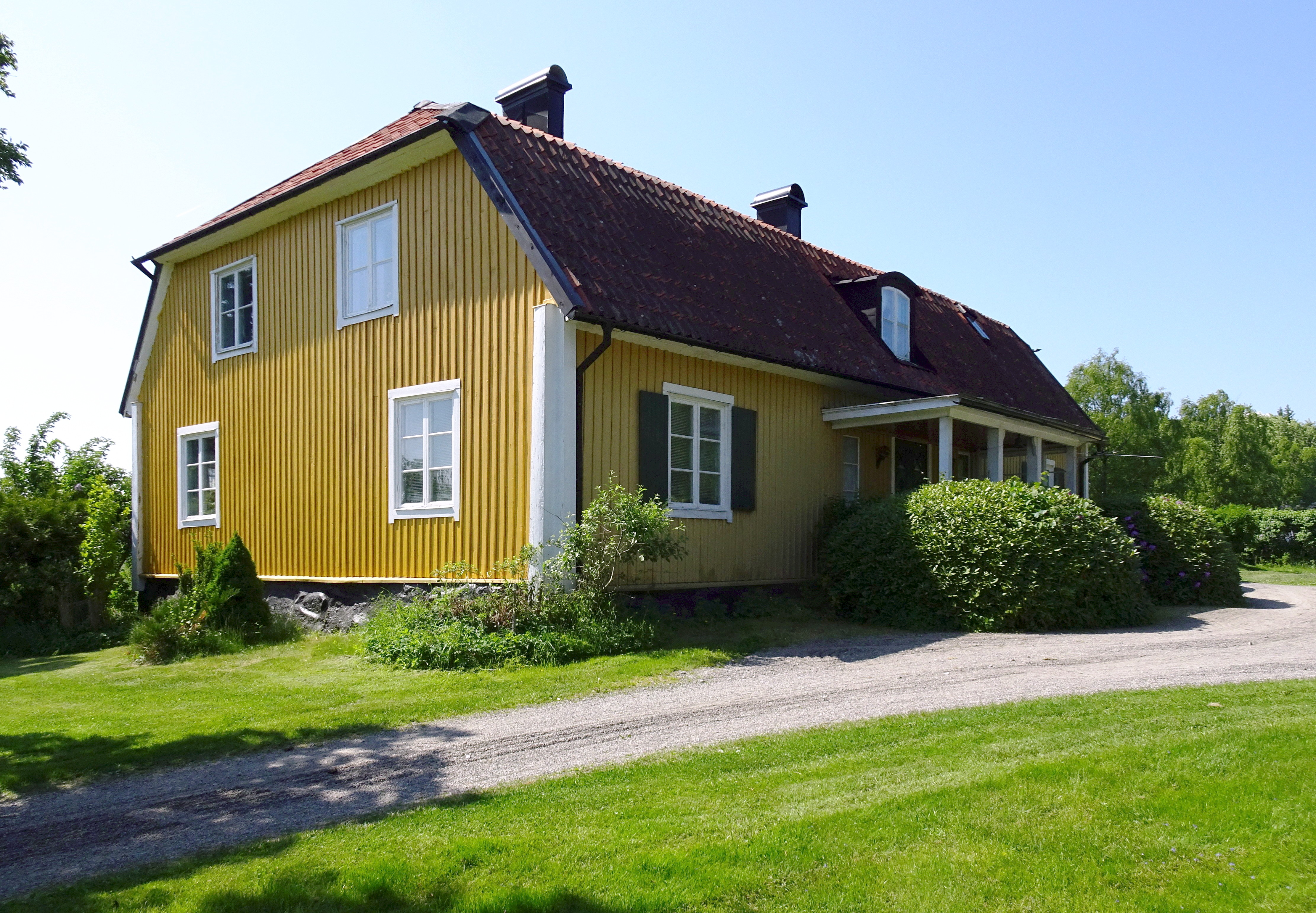
Barkarby gårds huvudbyggnad
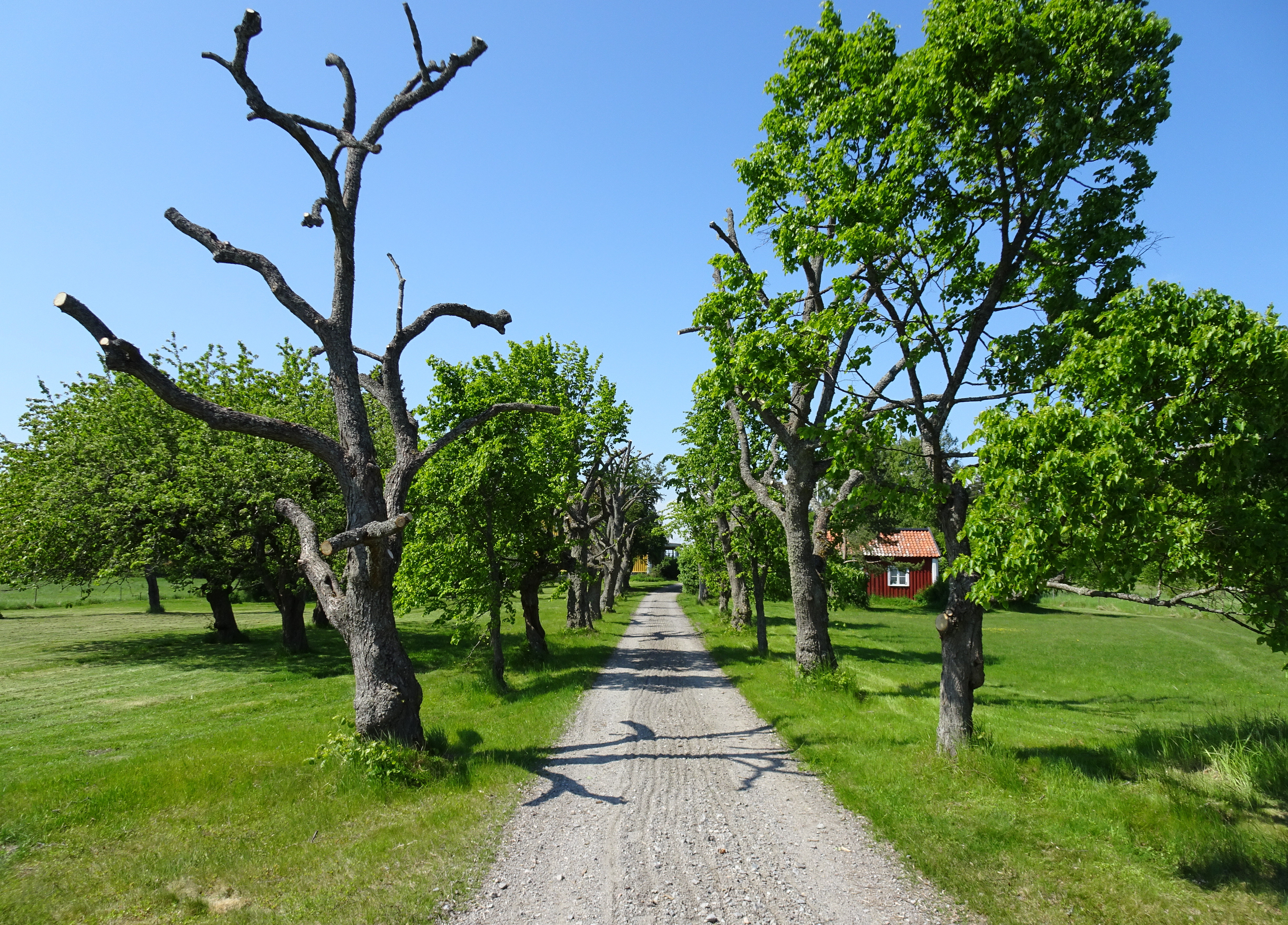
Allén
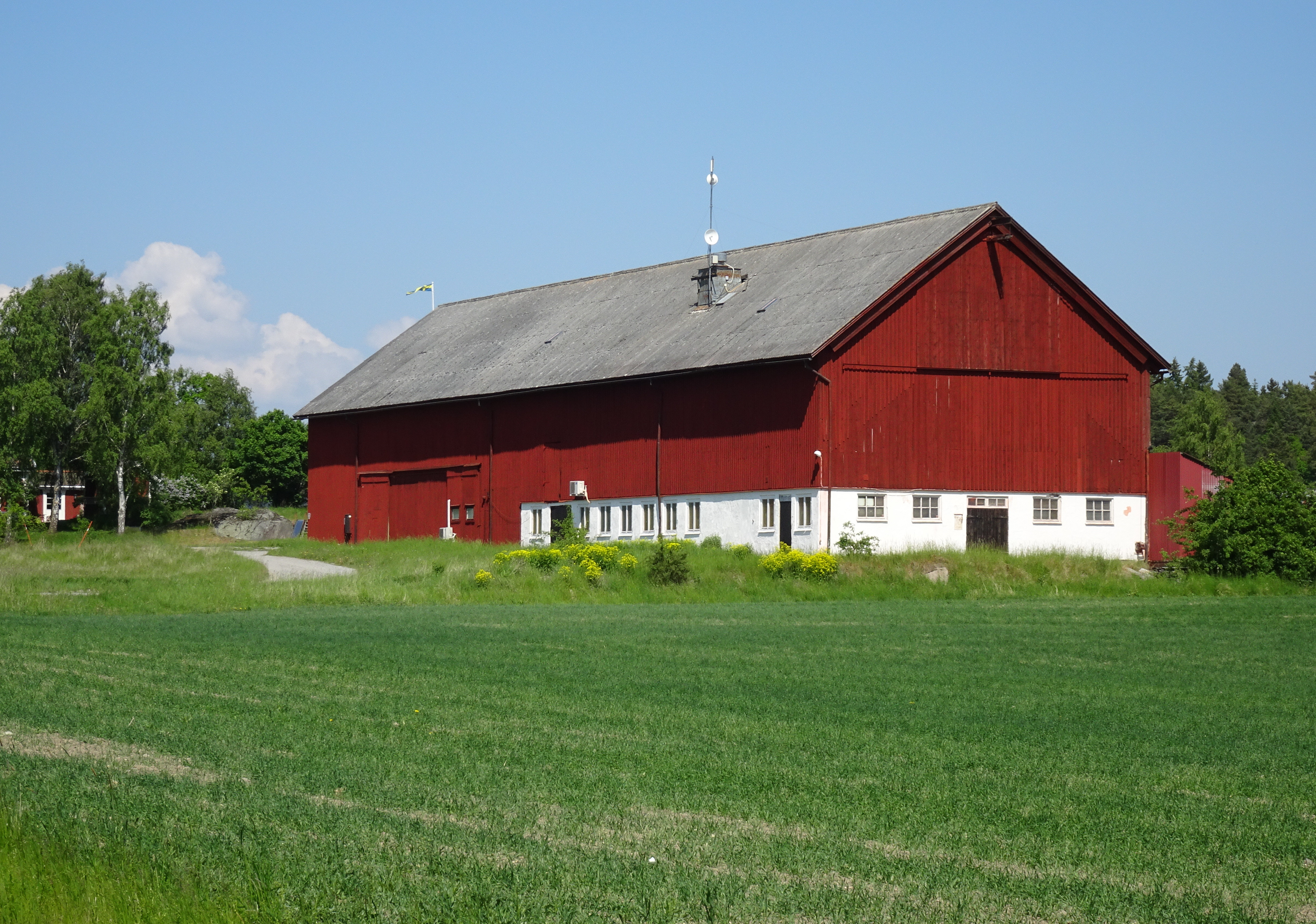
Ekonomibyggnad
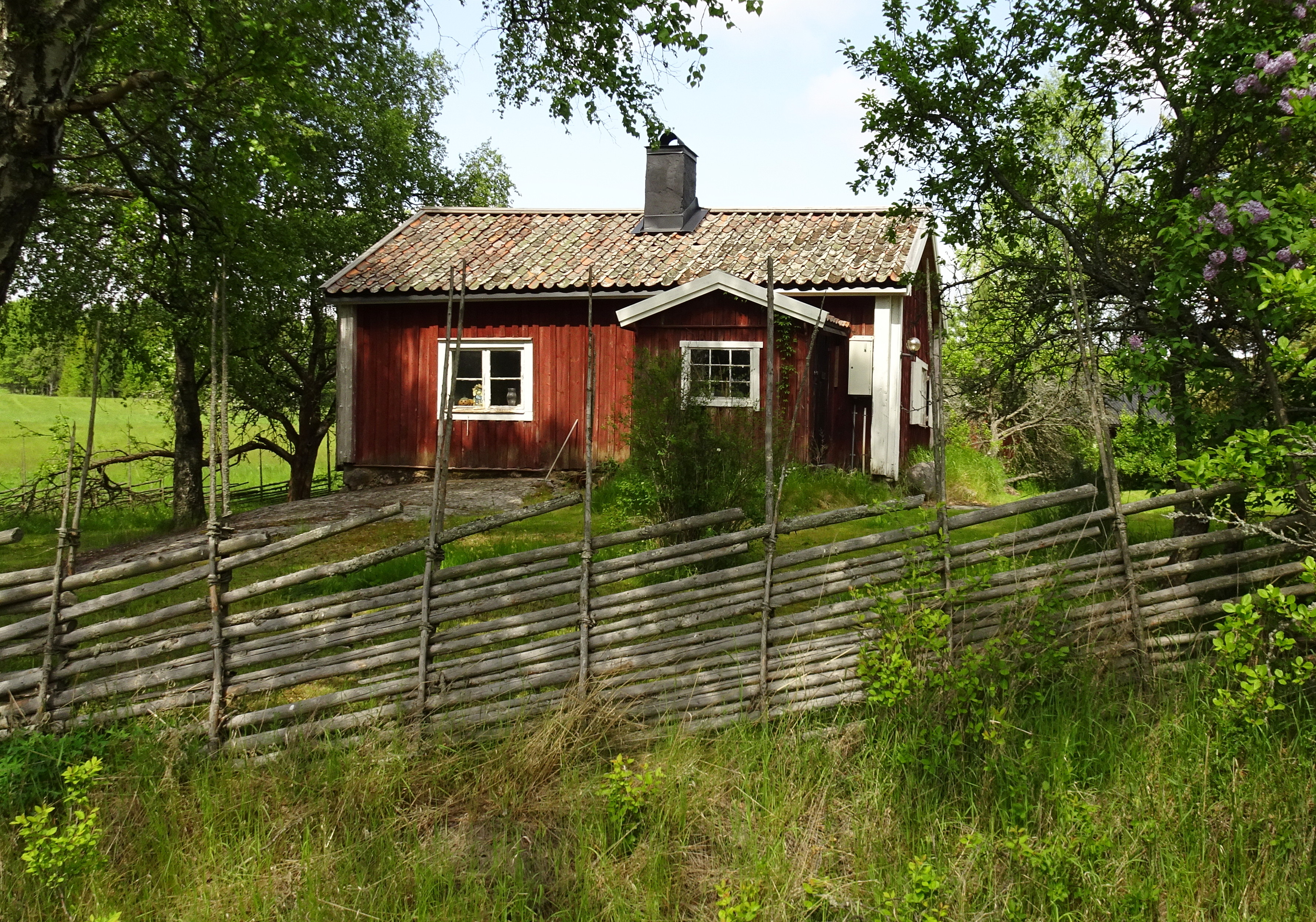
Bocktorp
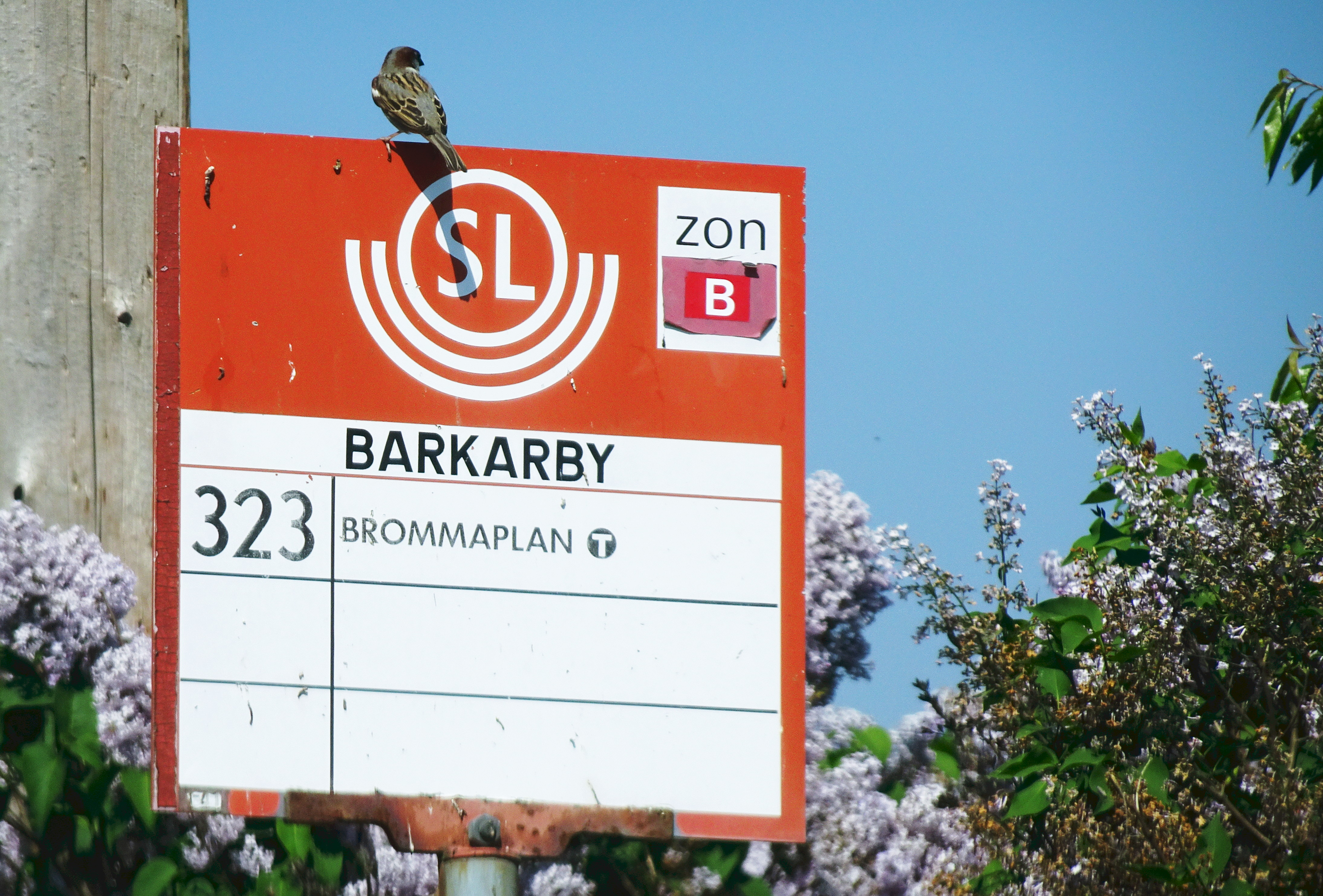
Busshållplatsen

### Berga gård
- Koordinater för huvudbyggnaden: 59°19′2.3″N 17°50′11.3″Ö / 59.317306°N 17.836472°Ö

Berga gård ligger cirka 500 meter sydväst om Lovö kyrka och dess ägor sträcker sig i en smal remsa västerut till Mälaren där ett mindre vattenområde ingår. I söder gränser Berga till Lundas och i norr mot Prästgårdens ägor. Berga omnämns i skriftliga källor första gången år 1342 som de Berghum. På 1640-talet fanns två lika stora kronogårdar i Berga, som även redovisas 1698. Omkring år 1900 anlades en trädgård och det fanns tre bostadshus. I början av 1900-talet lät den nye ägaren uppföra nya ekonomibyggnader efter Domänverkets ritningar. Vid den tiden fanns 30 kor, 20 ungdjur, fyra par hästar och två par oxar på Berga. Till en början såldes mjölken direkt till hushåll i Stockholm, senare tog Mjölkcentralen i Sundbyberg hand om mjölken.
Dagens bebyggelse ligger väl samlad söder om huvudbyggnaden som är ett  envånings vitputsad bostadshus med sadeltak. Entrén inramas av fyra kolonner som bär upp en altan. I väst ligger en flygelbyggnad i dåligt skick. Kring ett gårdstun söder om huvudbyggnaden återfinns gårdens ekonomibyggnader av varierande ålder. En bit bort skymtar det ännu bevarade Bergatorpet som blev en egen enhet med ett bostadshus och en ekonomibyggnad. Utöver jordbruk med odling av vete, korn och vall på 75 hektar kommer gårdens inkomster från hästverksamhet, huvudsakligen islandshästar. För dem finns 26 boxar.

Berga gård, bilder
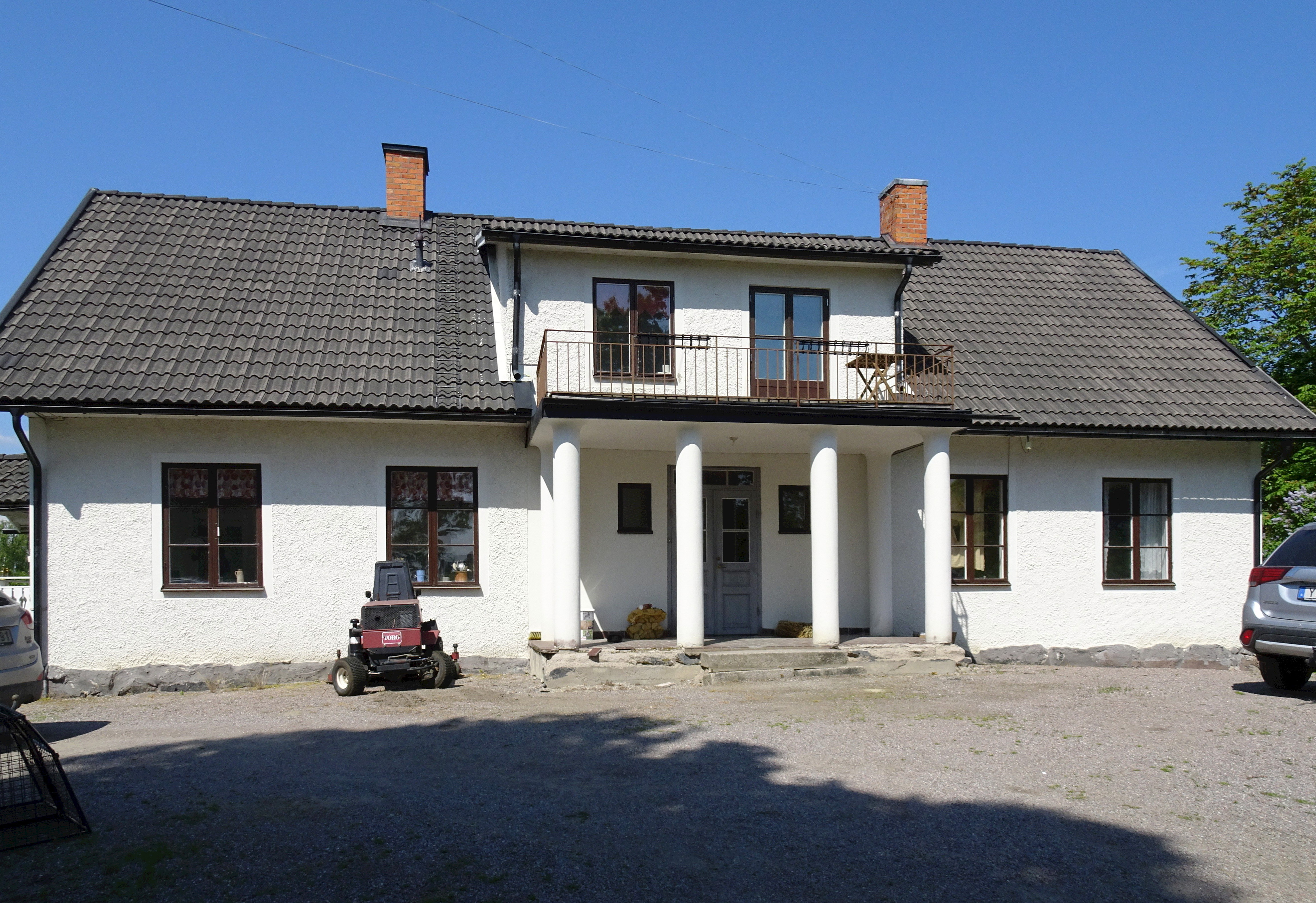
Berga gårds huvudbyggnad
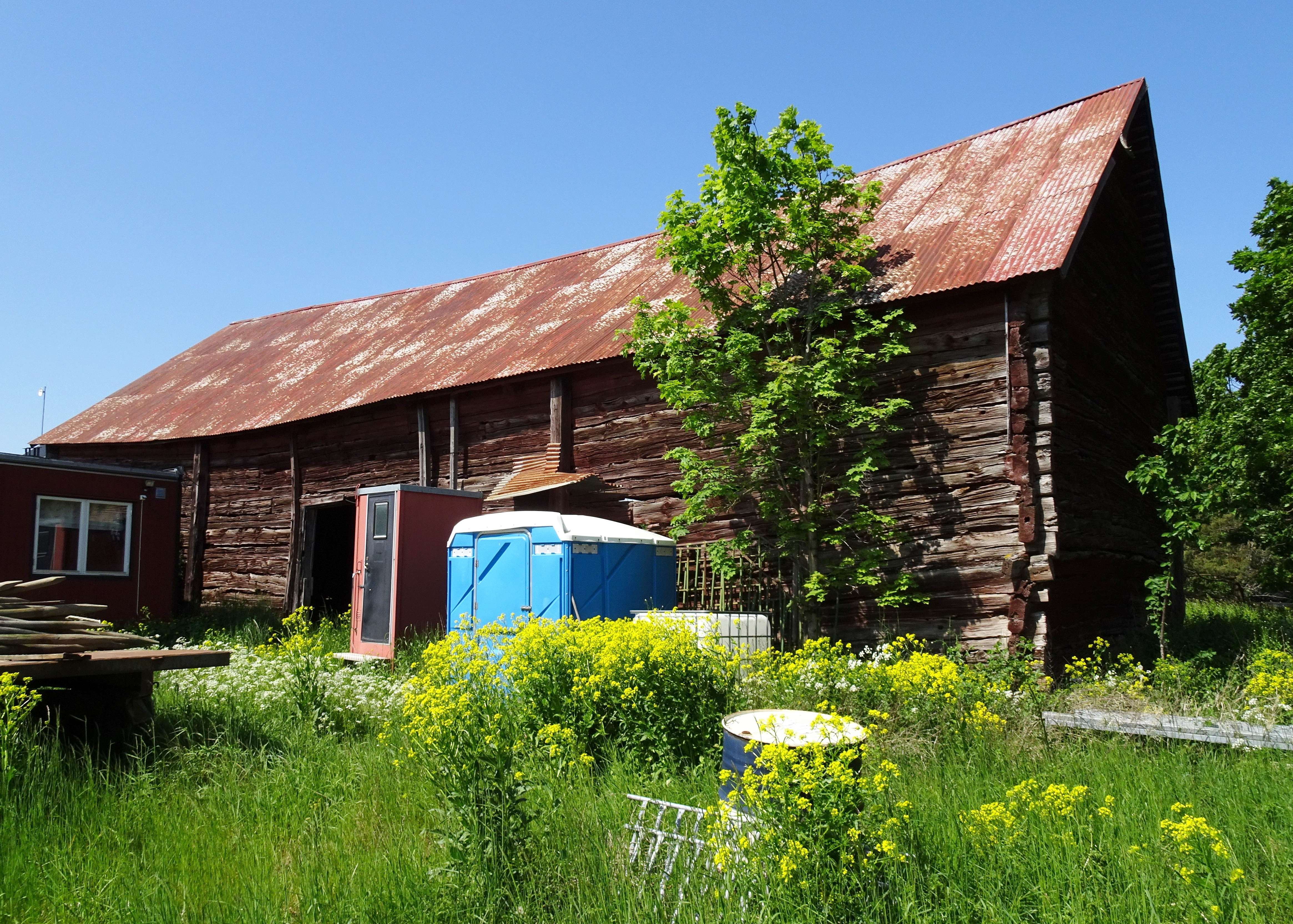
Äldre ekonomibyggnad
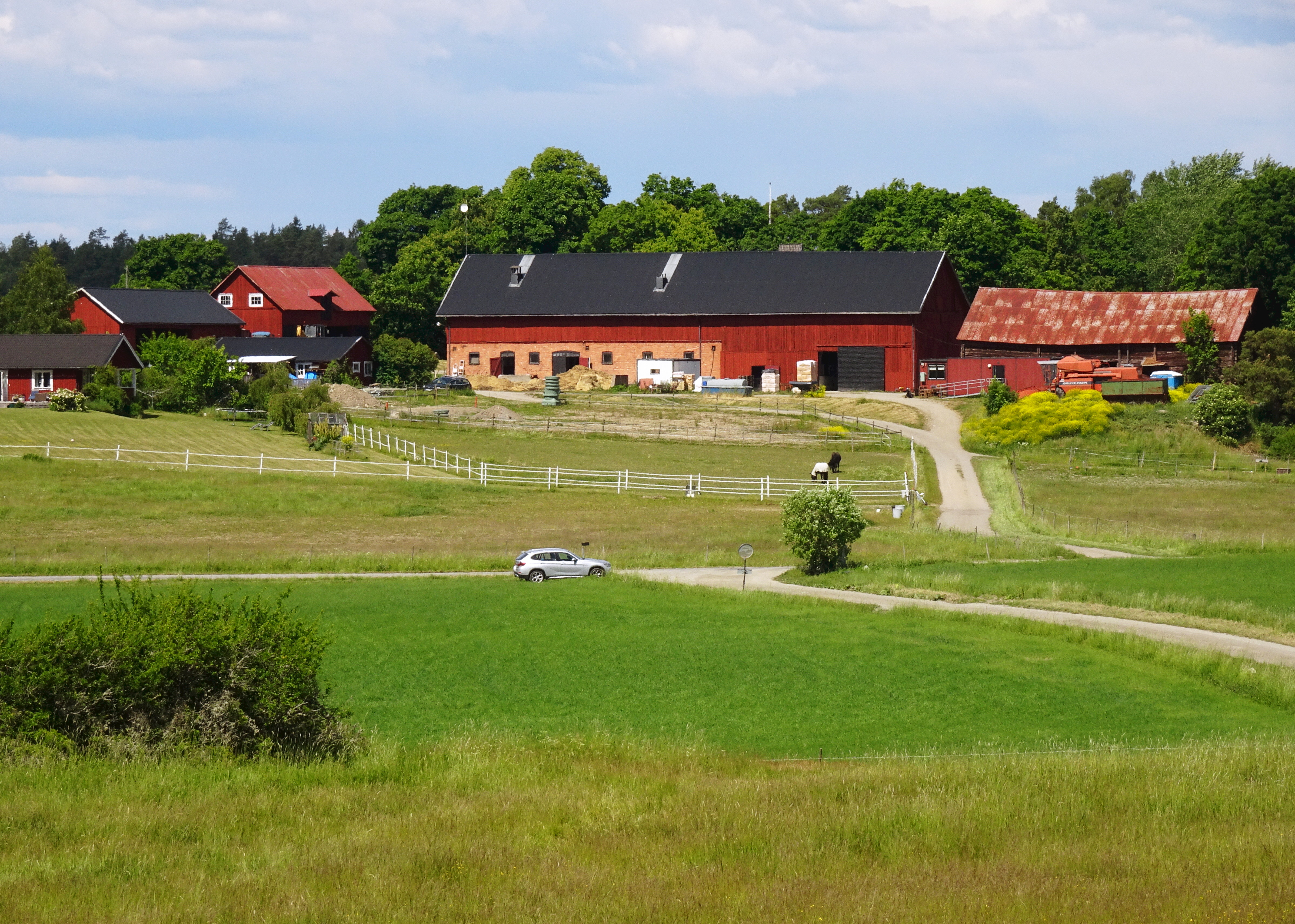
Gårdens ekonomibyggnader
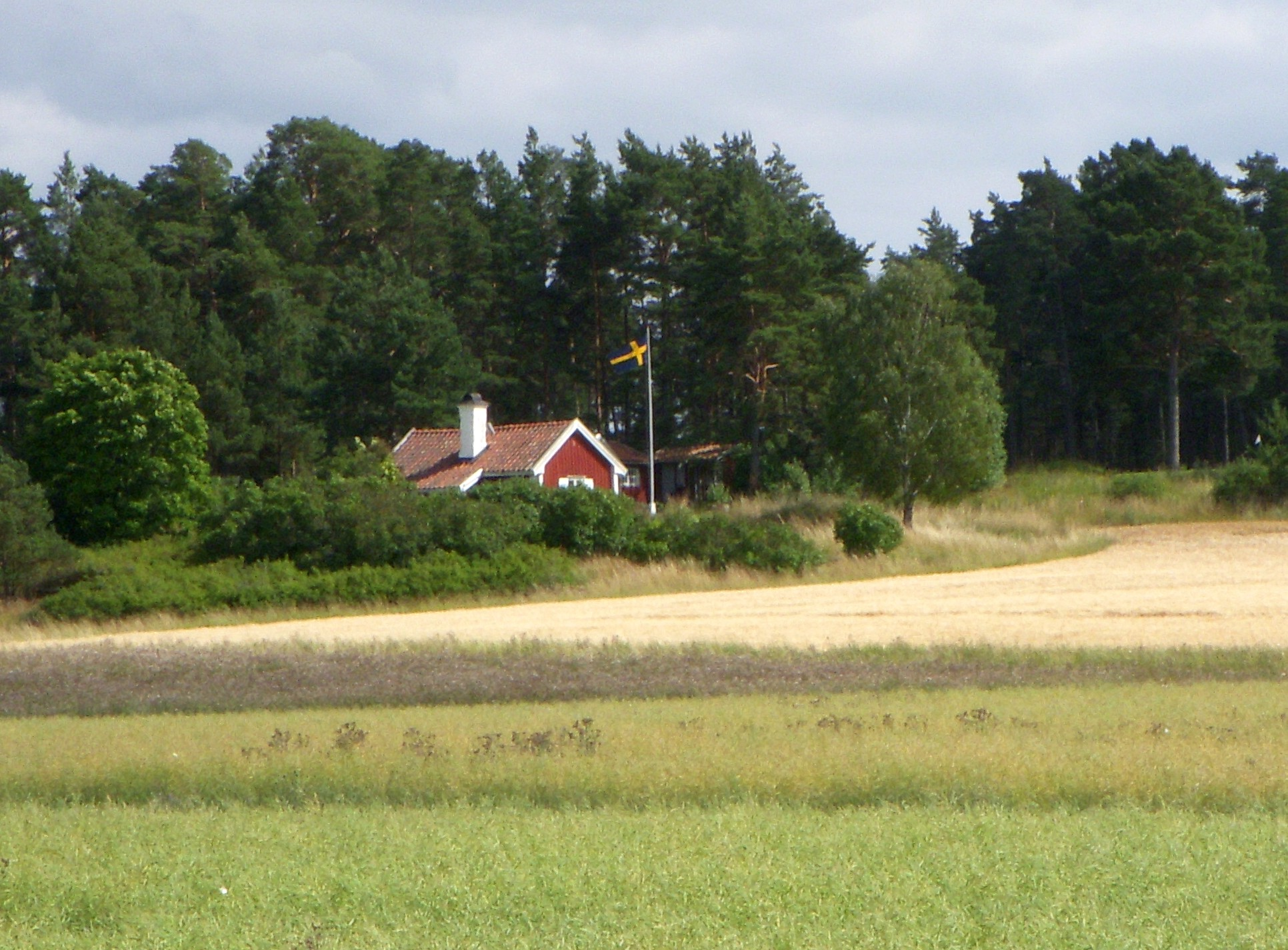
Bergatorpet
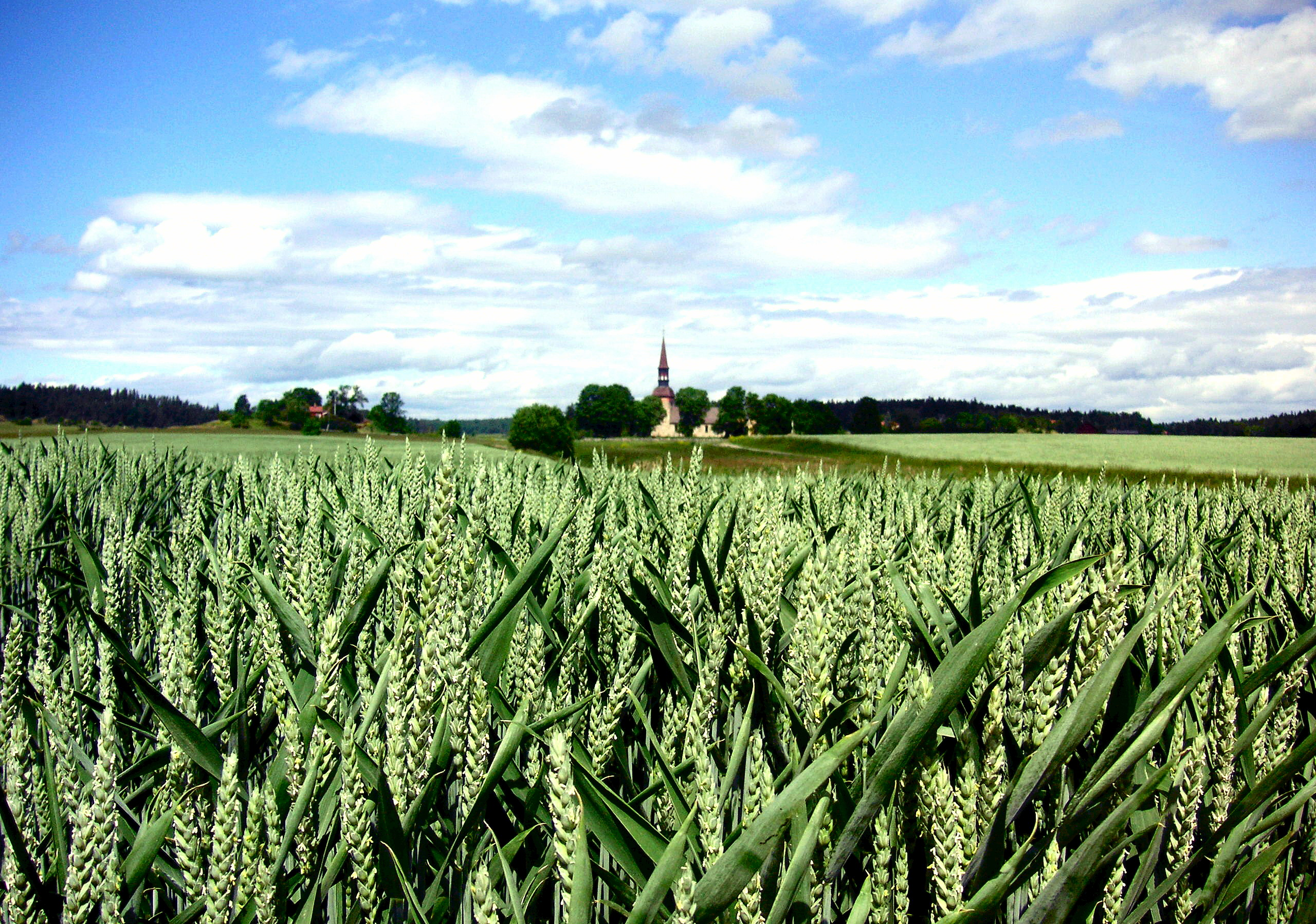
Gårdens ägor med vete och Lovö kyrka i bakgrunden

### Drottningholms kungsgård
- Koordinater för huvudbyggnaden: 59°19′40″N 17°52′42″Ö / 59.32778°N 17.87833°Ö

Drottningholms kungsgård (eller Drottningholms ladugård) kallas idag den bebyggelsen som ligger vid Kungsgårdsvägen strax norr om Drottningholms slottsparken (i höjd med stora parkeringen) och norr om Ekerövägen. Anläggningen ritades 1914 av arkitekten Sigge Cronstedt. Här finns numera ridstall och växthus. Kungsgården förvaltas av ståthållarämbetet, kungliga Hovstaterna. Början till Drottningholms kungsgård var Glia gård belägen på östra Lovön. Gården skulle bli ett kungligt storjordbruk och en avelsgård. I december 1558 brann Glia ner inklusive mycket boskap och gården återuppbyggdes aldrig. Från och med år 1559 fick gården det nya namnet Torvesund vars byggnader anlades en liten bit norr om Glia. Glia bytomt låg där Götiska tornet uppfördes 1792. Idag är inga bebyggelselämningar synliga på platsen.

### Edeby gård
- Koordinater för huvudbyggnaden: 59°18′38.4″N 17°51′51.6″Ö / 59.310667°N 17.864333°Ö

Edeby gård ligger på Lovöns sydöstra sida och ett hundratal meter öster om Ekerövägen. Ägorna sträcker sig på båda sidor om Ekerövägen och i sydost ner till Mälaren med en lång strandremsa. Till Edeby hörde även öarna Edeby holme och Fårhagsholmen, som även har kallats Stuguholmen och senare Ormholmen.
I skriftliga källor omnämns Edeby första gången år 1409  i Edhby och i Ethby. År 1456 återfinns namnet Eby. Platsen var dock bebodd mycket tidigare än så. Bosättningar etablerades troligen någon gång mellan 550 och 800 e.Kr. möjligtvis något tidigare. I trakten finns talrika fornlämningar, bland dem en fast runhäll (se Upplands runinskrifter 52) från sent 1000-tal som vänder ristningen mot ett område som sannolikt var en hamn under förhistorisk tid.
På 1640-talet bestod Edeby av fyra ungefär lika stora gårdar. Vid karteringen 1690 fanns tre gårdar kvar som även redovisas på en karta från 1769 och kallades där Västergården, Mellangården och Nedergården. 1846 hade antal gårdar minskat till två och kort därefter slogs de ihop till en enda stor gård. Samtidigt uppfördes nuvarande huvudbyggnad som är ett envånings, gulfärgat timmerhus med sadeltak och fronton och med en sexdelad plan. Edebyns arbetarbostäder och ekonomibyggnader härrör från 1800- och 1900-talen. På 1900-talet hade gården 30 mjölkkor och ett grishus med ett hundratal grisar. Mjölken kördes in till ett mejeri vid S:t Eriksplan. Idag brukas jorden tillsammans delar av Söderby ägor och produktionen är inriktad på spannmål, vall, raps och majs. Man bedriver även ekologisk frukt- eller bärodling samt hästverksamhet för ett tjugotal hästar.

Edeby gård, bilder
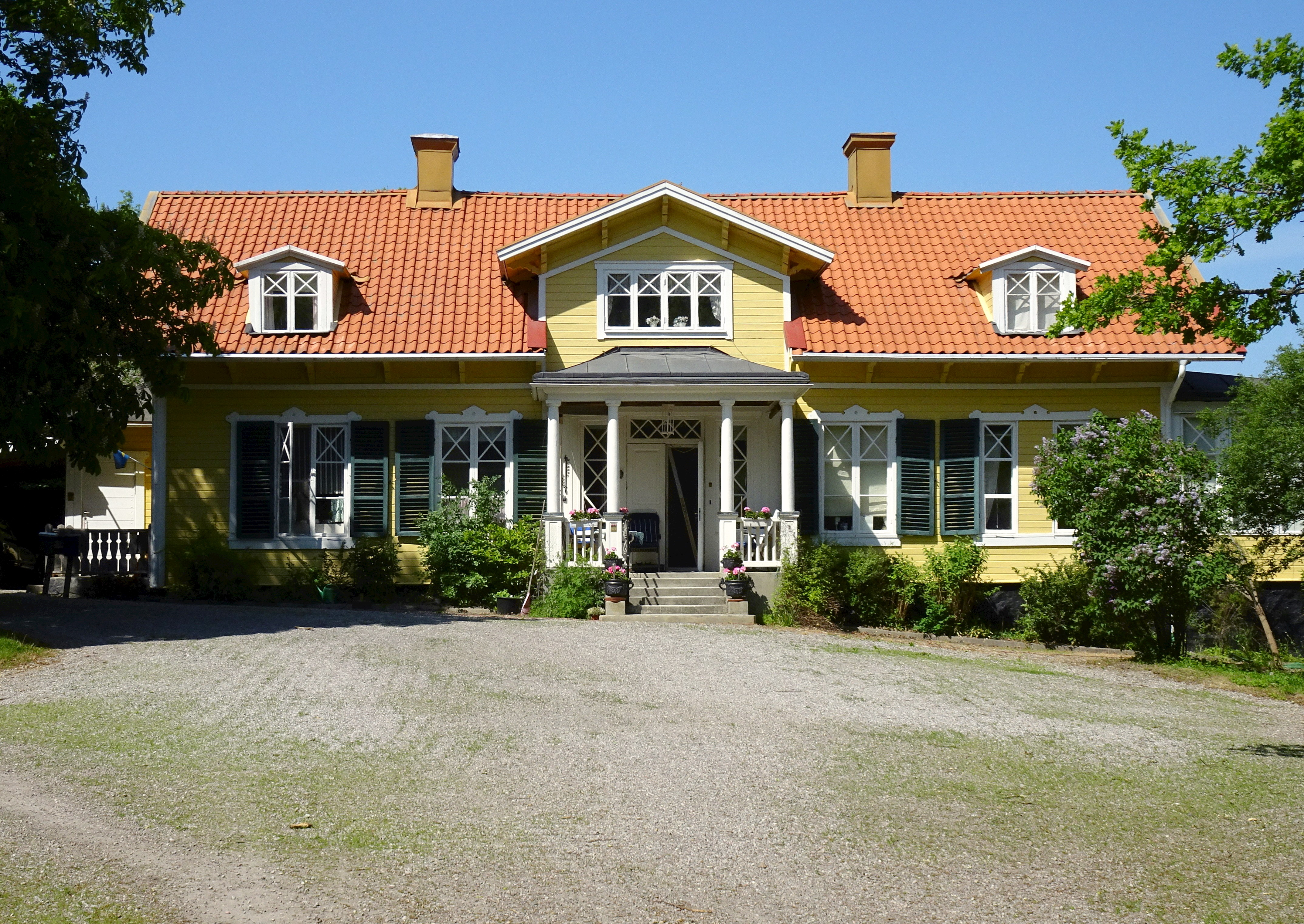
Edeby gårds huvudbyggnad
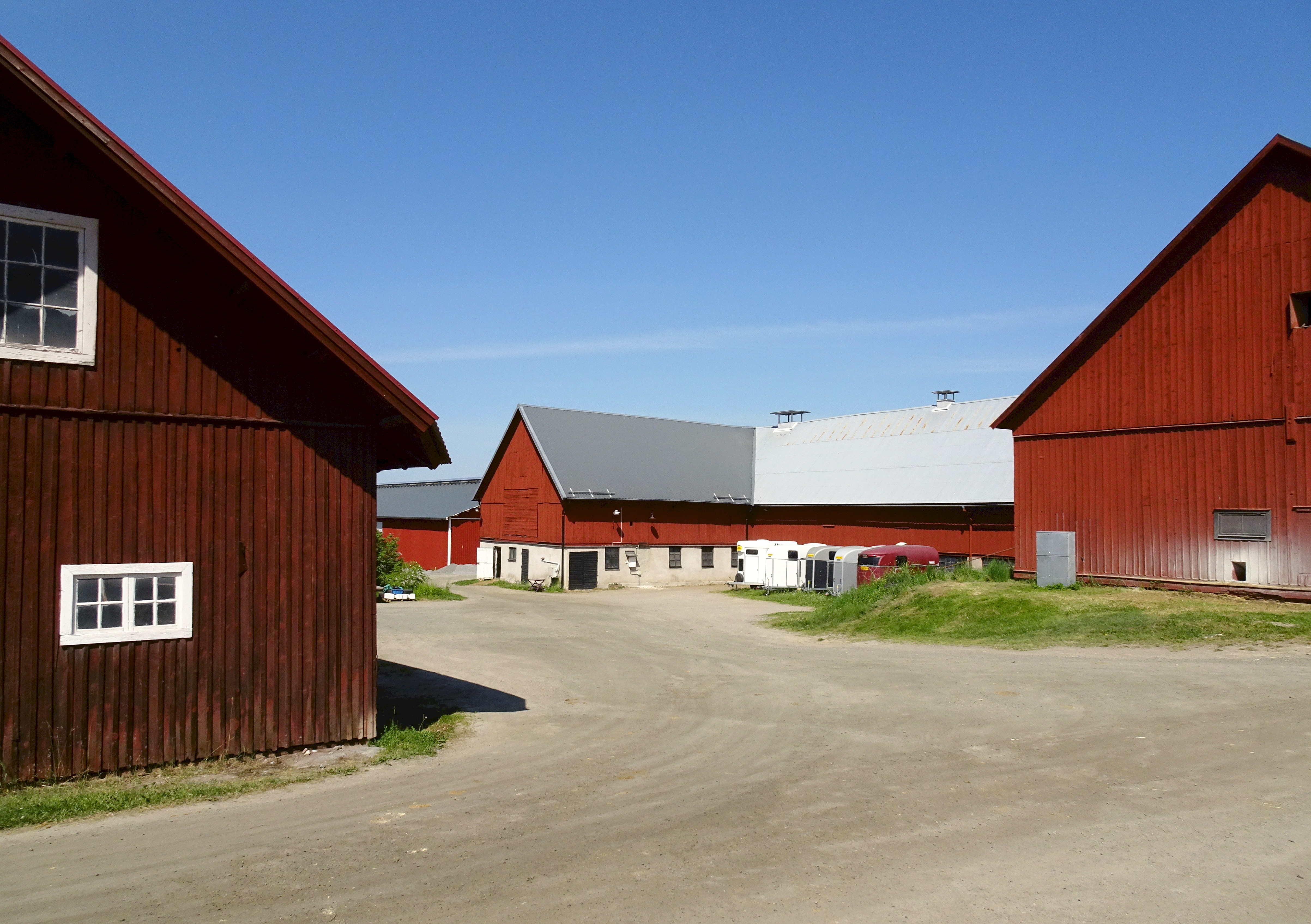
Ekonomibyggnader
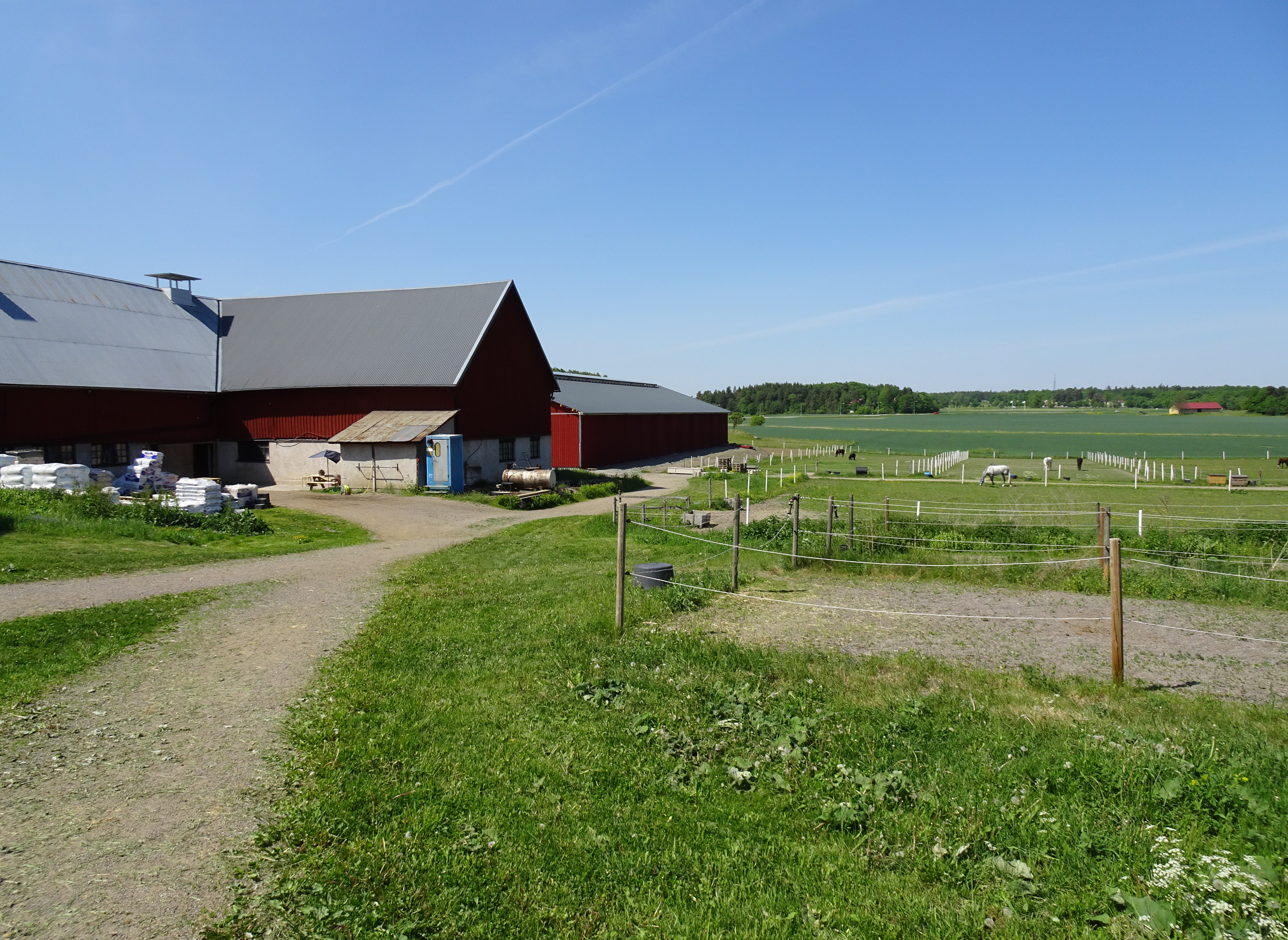
Kulturlandskapet norr om Edeby
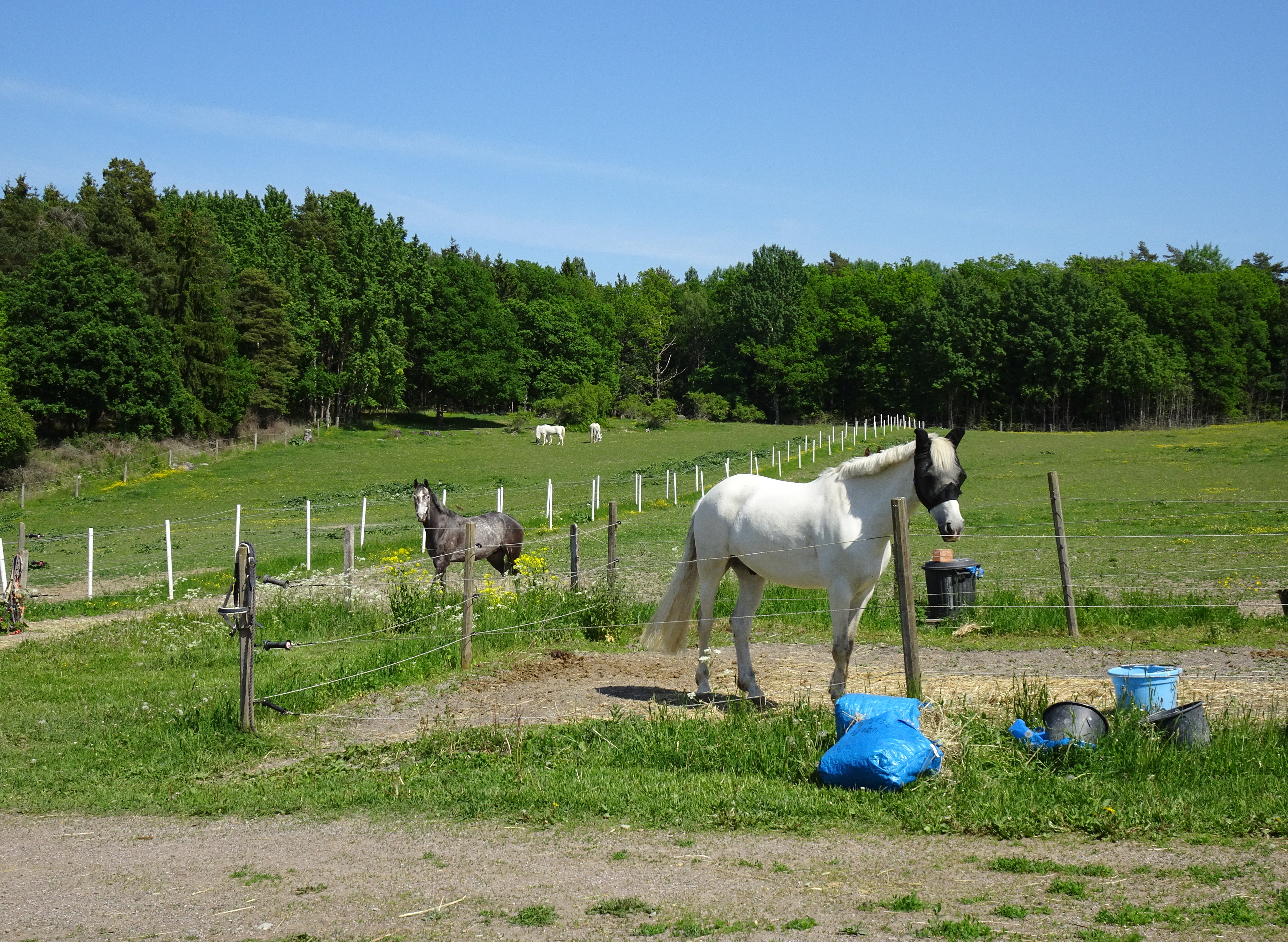
Edeby gårds hästar
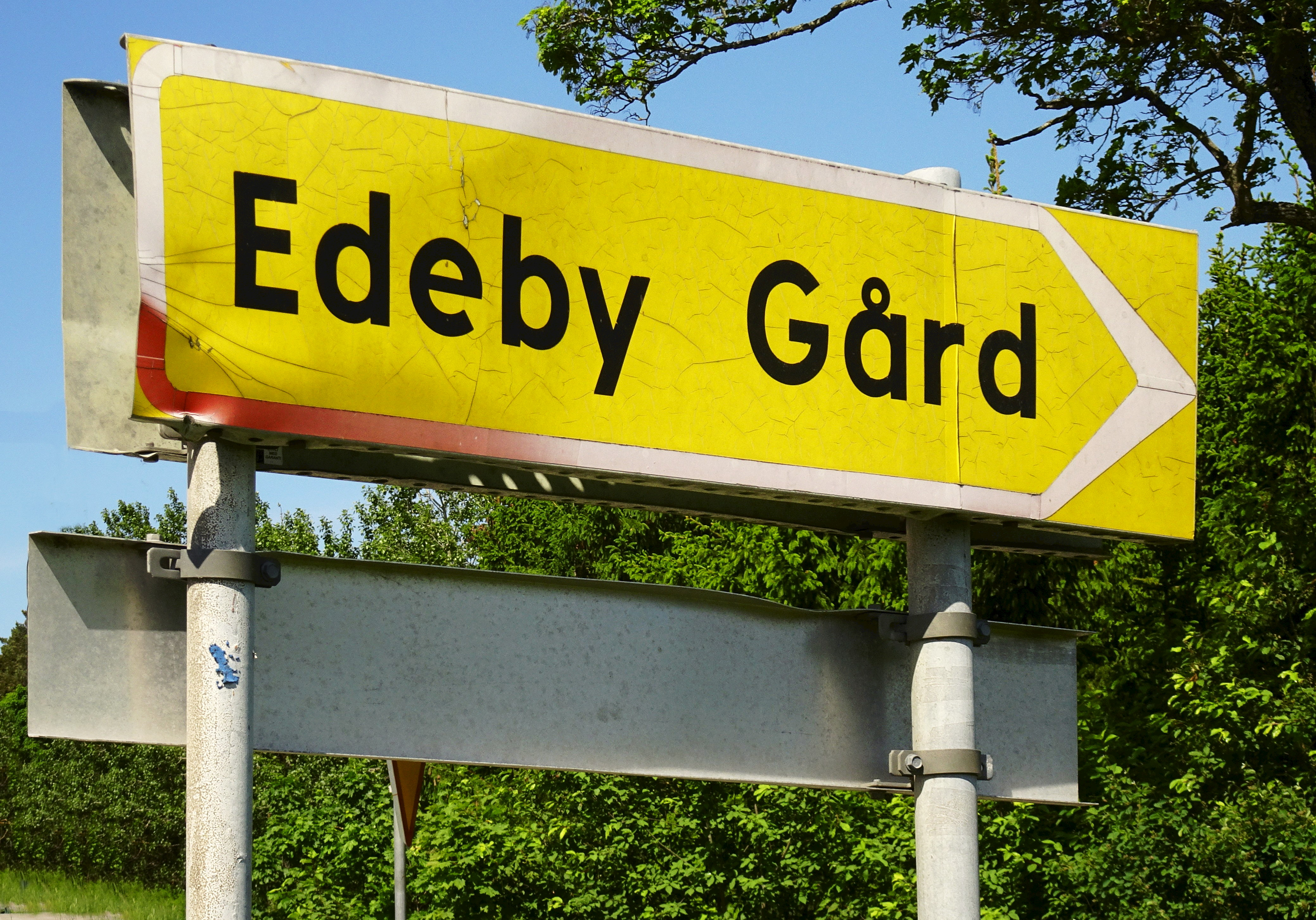
Skylt vid Ekerövägen

### Hogsta gård
- Koordinater för huvudbyggnaden: 59°20′3.5″N 17°50′50.1″Ö / 59.334306°N 17.847250°Ö

Hogsta gård ligger på Lovöns norra del. Dess ägor sträcker sig ända upp till Lambarudd vid Mälaren. I öster ligger Rörbys och i väster Barkarbys ägor. Hogsta skrevs år 1409 Hoostæ. Här fanns på 1540-talet fyra gårdar, varav två skattegårdar och två arvsgårdar. På 1700-talet bestod Hogsta av tre gårdar. Vid en kartering 1814 brukades gårdarna till ”hälften var” av två bröder Eriksson. Kort därefter slogs gårdarna ihop och den nuvarande gulmålade manbyggnaden restes på mellangårdens plats. Den hade flyttats hit från Cantongatan i Drottningholms slottspark där den inhyste en bandfabrik. Huset har byggts om ett flertal gånger men bevarar utvändigt fortfarande mycket av 1700-talsstilen.
Bland ursprungsbyggnaderna märks brygg- och bagarstuga (inredd till gårdsmuseum), smedjan (en bit bort på grund av brandfaran) och det höga spannmålsmagasinet med ett litet torn för vällingklockan. På 1920-talet var Hogsta centrum för norra Lovön med handelsbod, postkontor, såg och ångbåtsbrygga. Vid den tiden bodde här 15 familjer och uthyrningen av bostäder till sommargäster var omfattande. Hogstads trädgårdsprodukter gick med ångbåt från Hogsta brygga till Mälartorget i Gamla stan. Utöver jordbruk med odling av huvudsakligen spannmål och raps bedrivs idag omfattande hästverksamhet som går under namnet Hogsta Ridsport.

Hogsta gård, bilder
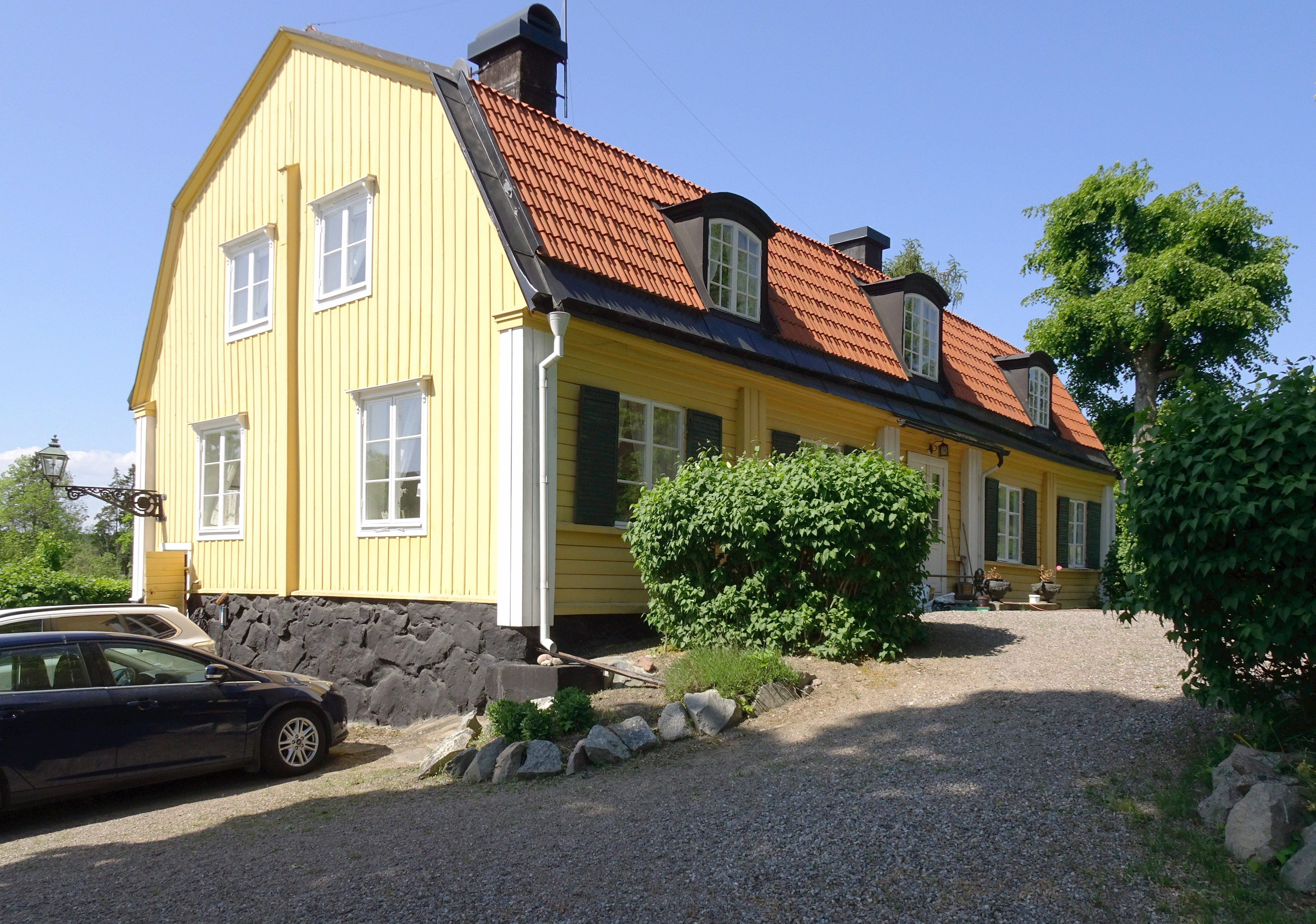
Hogsta gårds huvudbyggnad
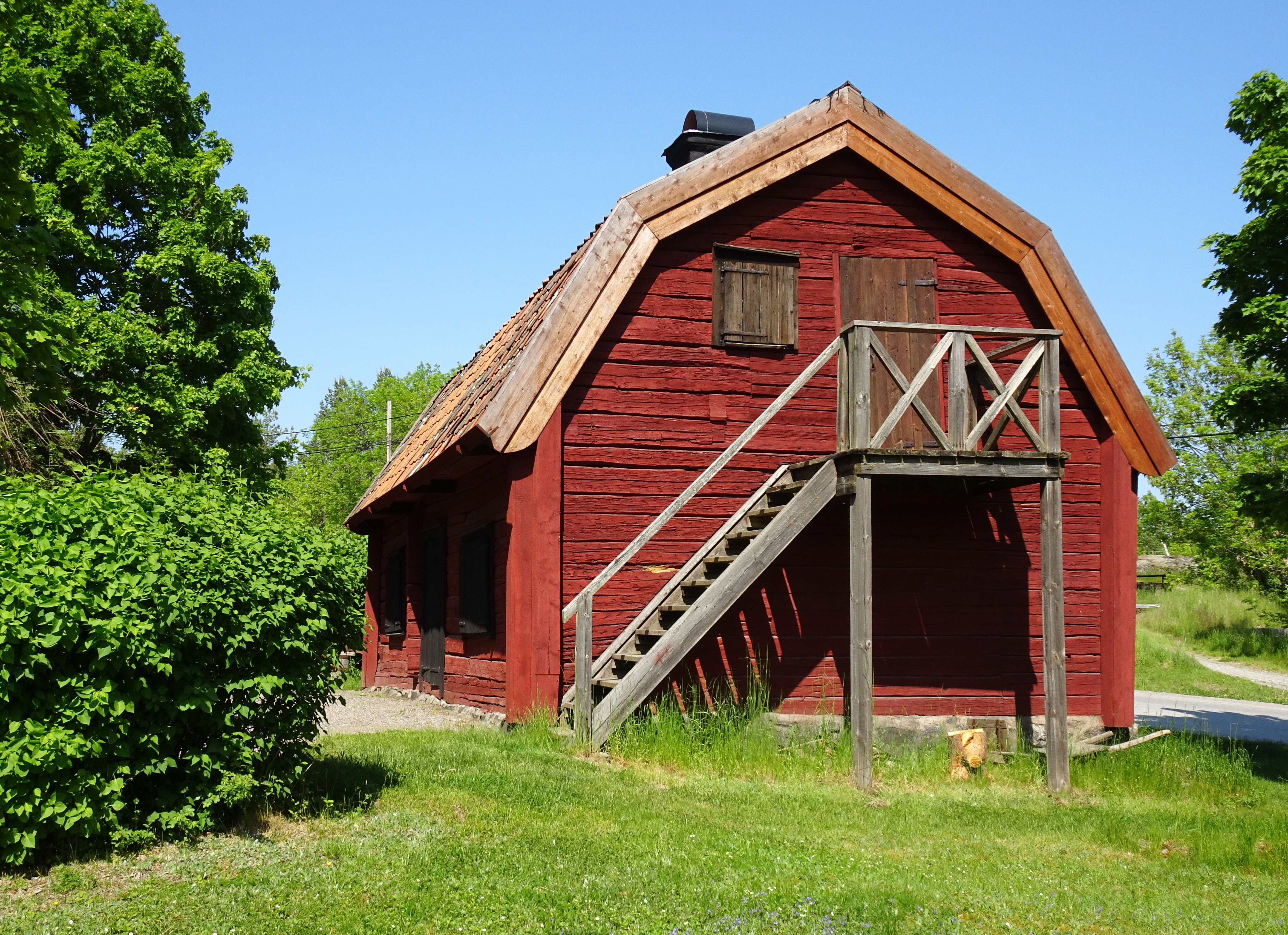
Bagarstugan
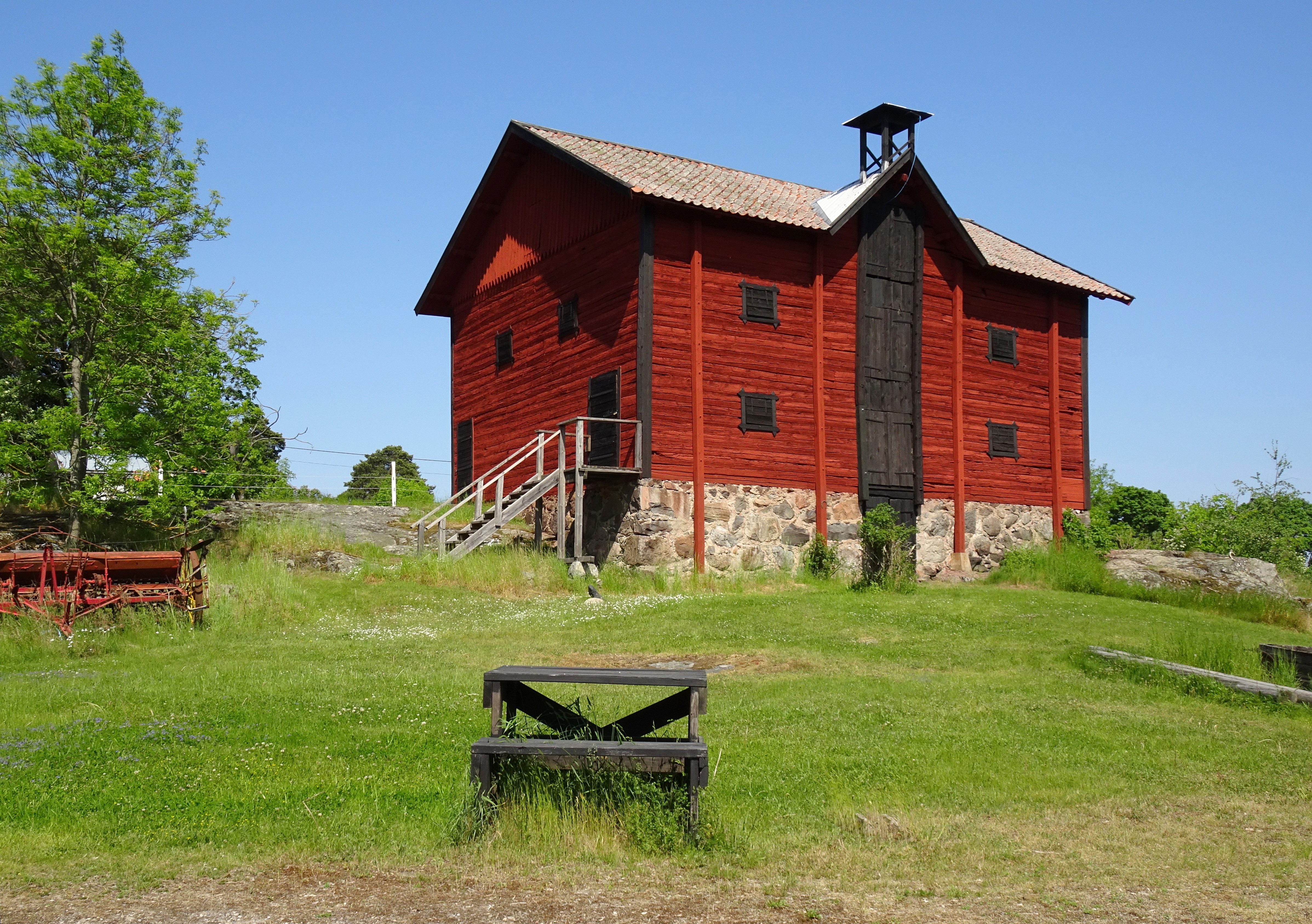
Spannmålsmagasinet
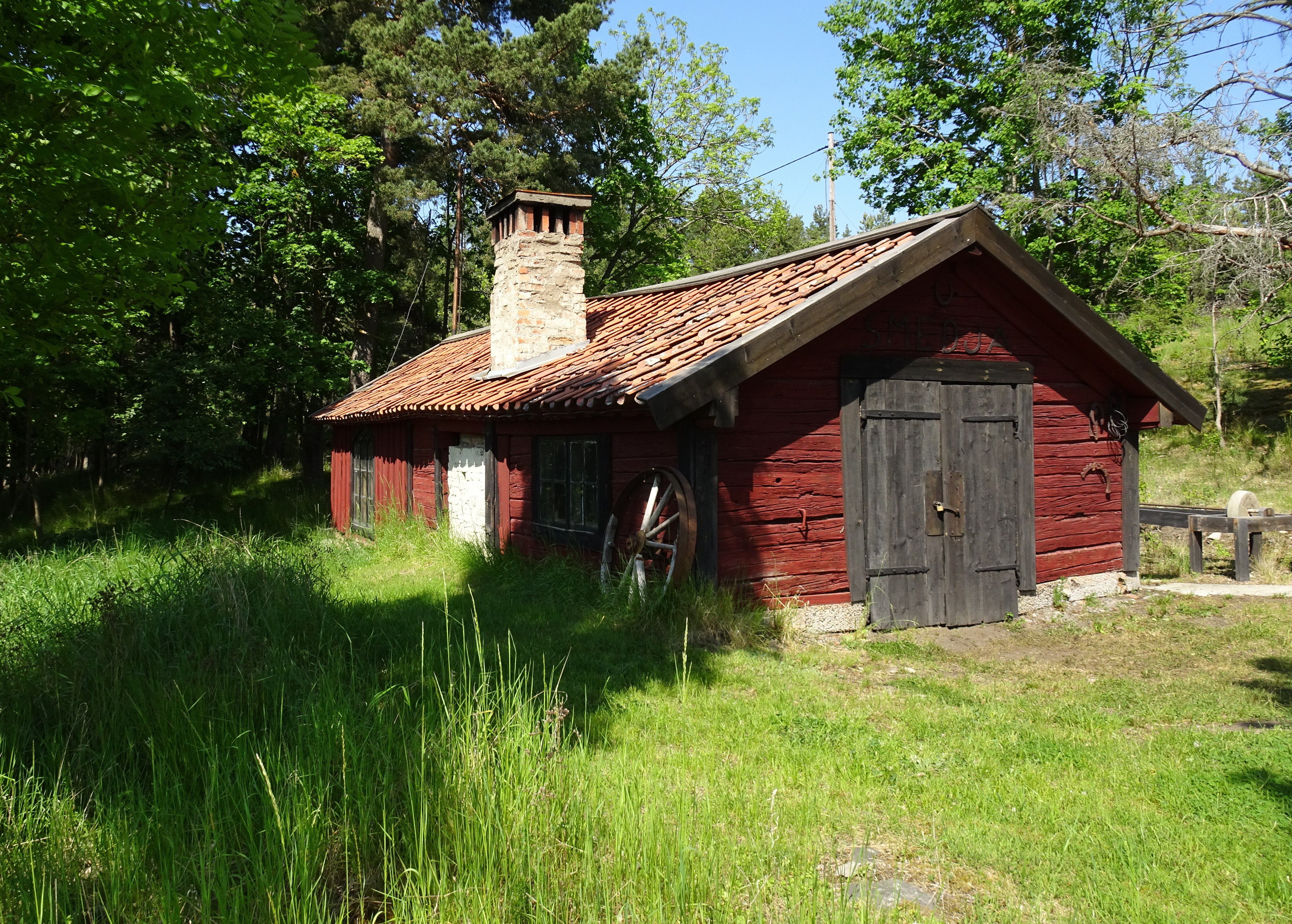
Gamla smedjan
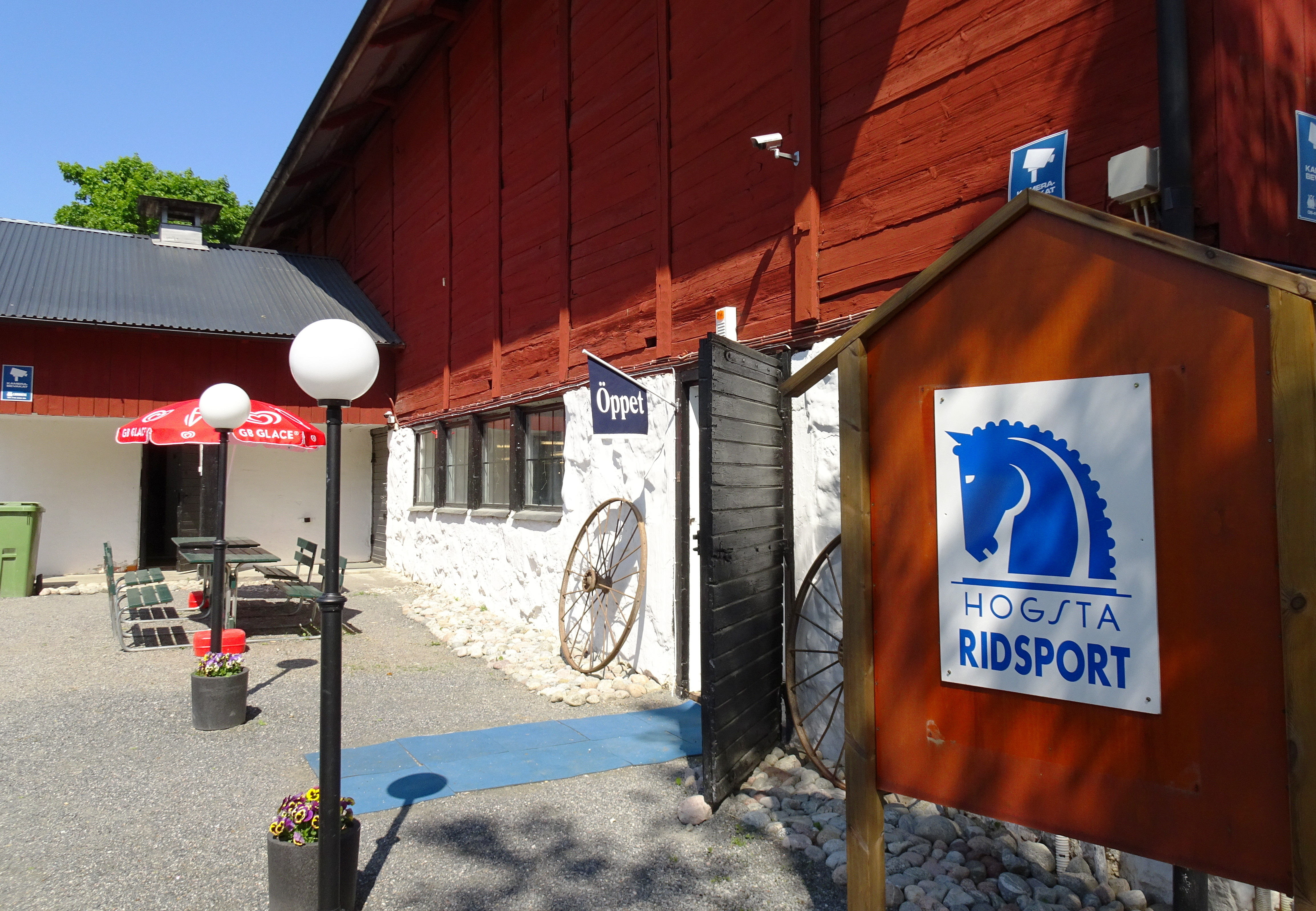
Hogsta Ridsport

### Lovö prästgård
- Koordinater för huvudbyggnaden: 59°19′20.8″N 17°49′52.3″Ö / 59.322444°N 17.831194°Ö

Lovö prästgård har sina ägor väl samlade i ett stråk från Lovö kyrka och västerut till Mälaren. År 1348 omnämns Prästgården i ett testamente som mensam curati och Lovö Prästbord. Huvudbyggnaden uppfördes på 1740-talet på en träbevuxen kulle. Enligt konsthistoriken och arkeologen Berit Wallenberg bekostades byggnaden av drottningen. Huset har ett för tiden karakteristiskt utseende med rödmålade och panelade fasader under ett valmat sadeltak. I huset finns några blådekorerade kakelugnar från 1700-talet bevarade, och i källaren ligger det gamla köket kvar (numera oanvänd) med bakugn, öppen spis och kalkstensgolv. Prästgården moderniserades åren 1936-1937 under ledning av arkitekt Ragnar Hjorth. Intill gårdsinfarten står grindstugan från 1764.
Vid 1950-talets mitt låg fortfarande pastorsexpeditionen inrymd i prästgården. Prästgården ägs av Svenska kyrkan och arrenderas ut. Här drivs idag ekologiskt lantbruk och produceras sedan 1988 ekologisk mjölk för Arla med 36 mjölkkor av vilka en del är utrotningshotade.
Klockargården ligger mellan kyrkan och prästgården. Till gården hörde egen åkermark. Idag är klockargården Lovö församlings sockenstuga. Intill Klockargården står den gamla klockstapeln med vindflöjeln (daterad 1868). På Klockargården låg kring sekelskiftet 1900 ett skolhus.
Lovö prästgård, bilder

Lovö prästgård
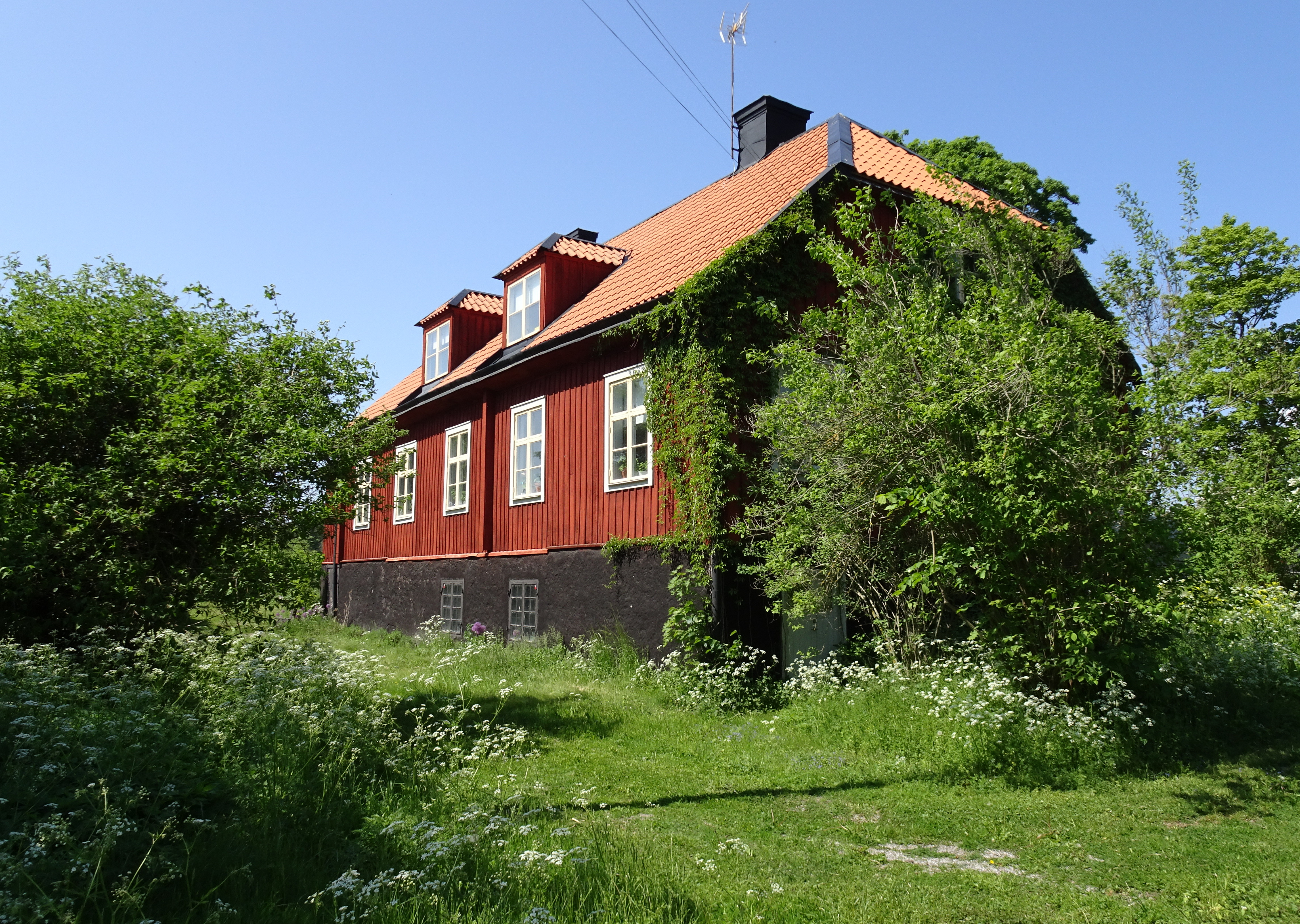
Prästgården
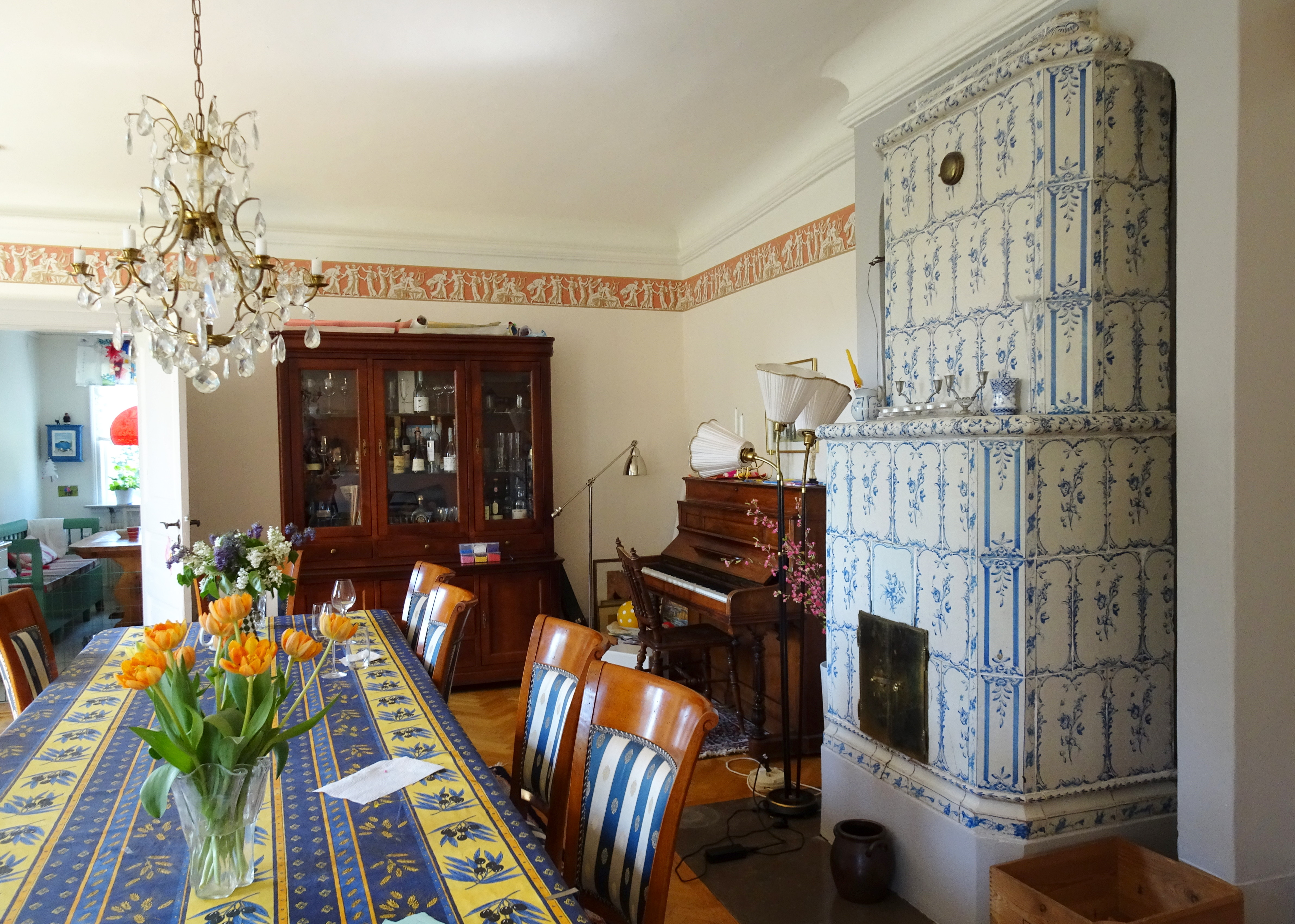
Salen
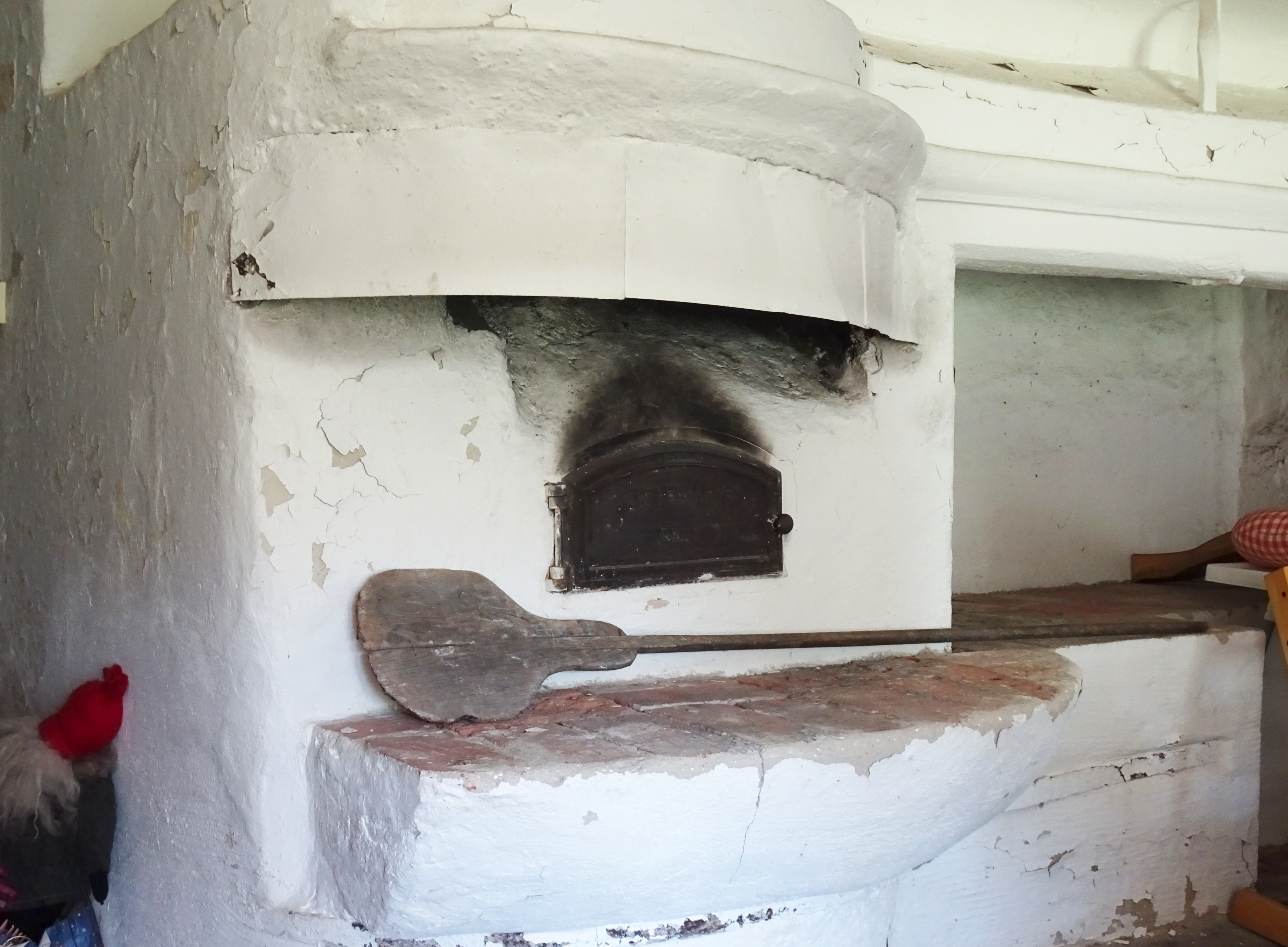
Gamla köket
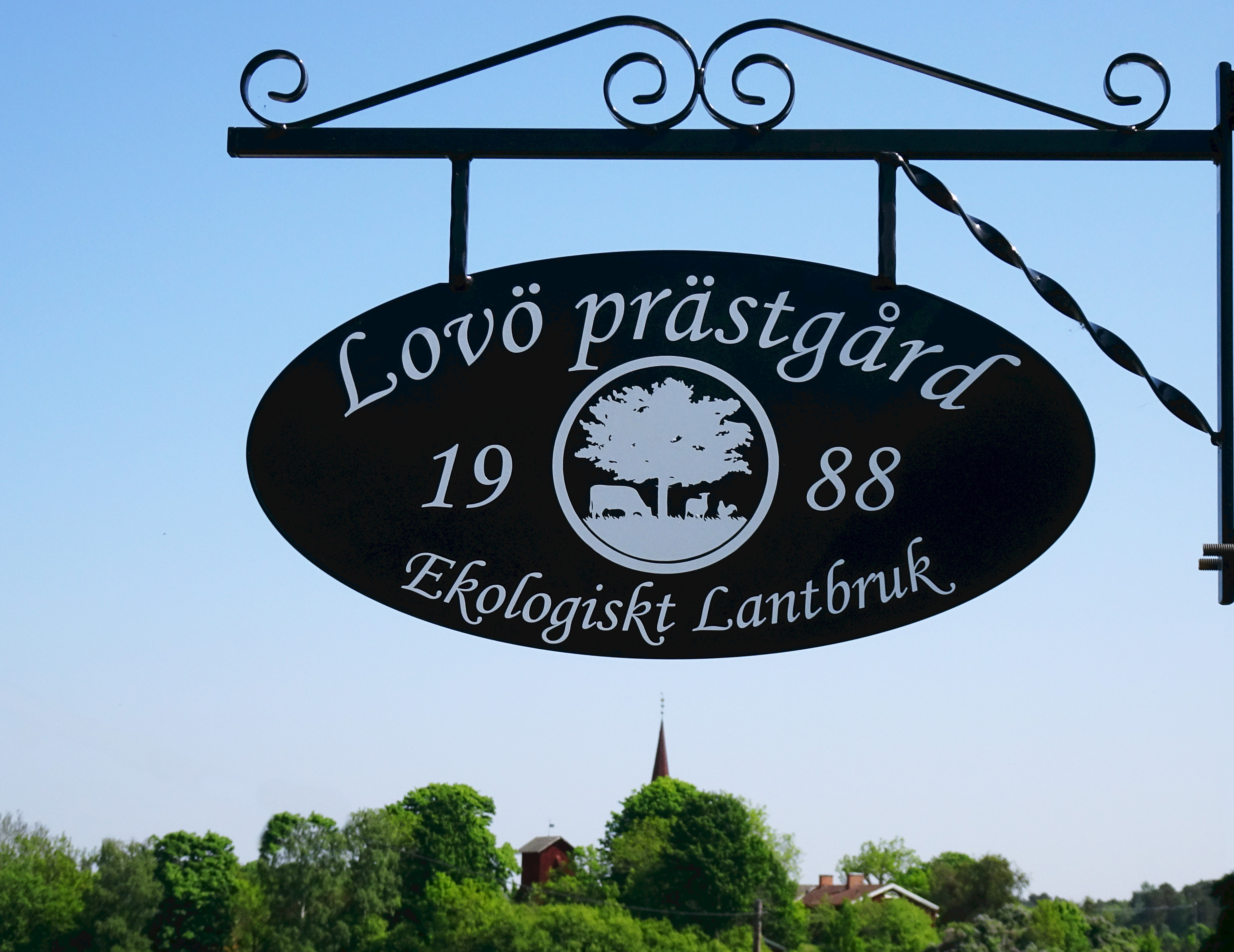
Ekologiskt Lantbruk
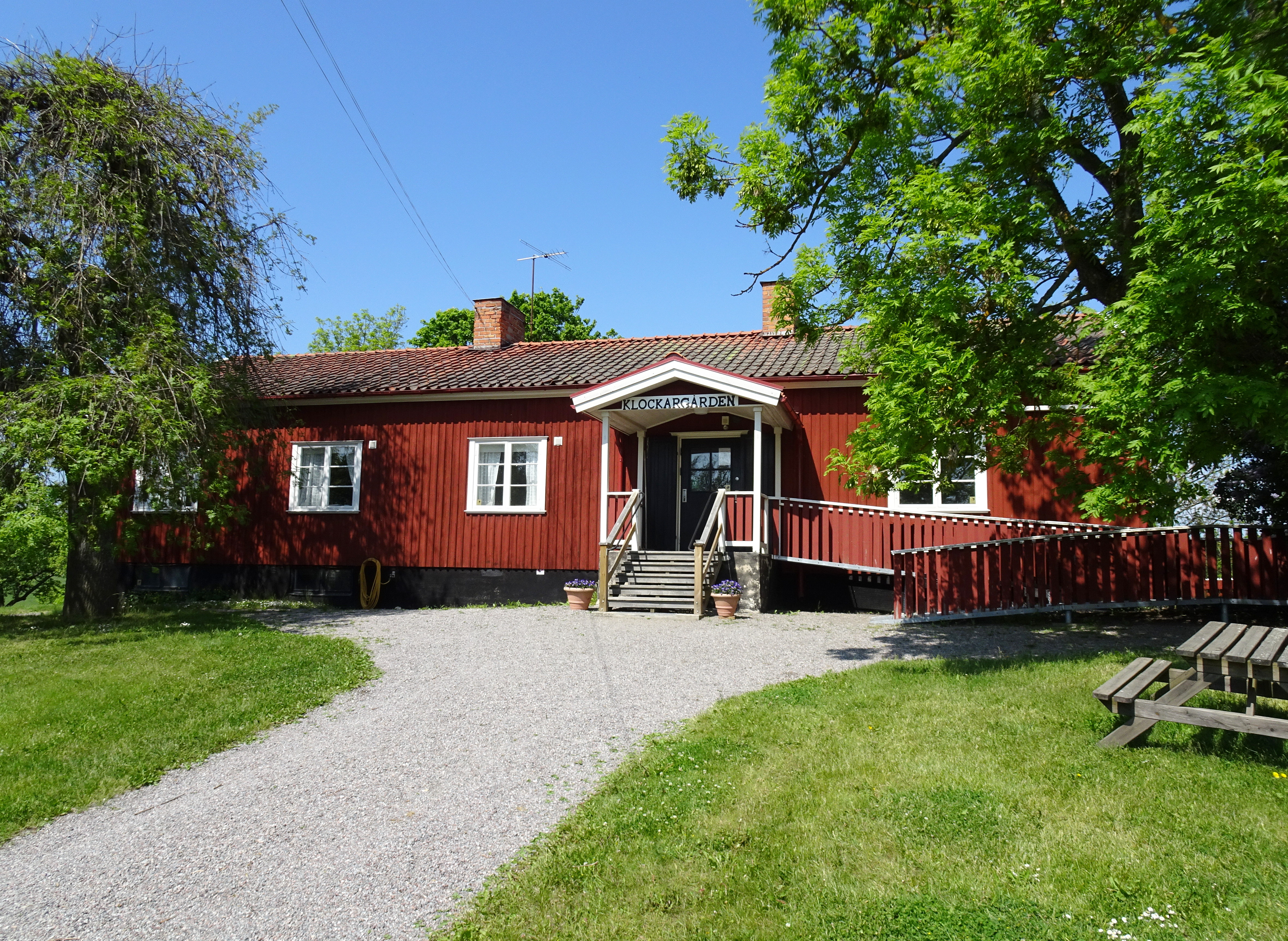
Klockargården

### Lunda gård
- Koordinater för huvudbyggnaden: 59°18′39.2″N 17°49′27.5″Ö / 59.310889°N 17.824306°Ö

Lunda har sina ägor söder om Berga på sydvästra delen av Lovön. I öster vidtar Söderby och i norr Berga. Namnet finns i skrift år 1409 som Lundæ och anspelar förmodligen på en förhistorisk lund. I trakten finns talrika fornlämningar, bland dem fornborgen RAÄ-nummer Lovö 20:1 med ett brant stup ner till Malmviken. När Lunda karterades första gången på 1640-talet bestod gården av ett kronohemman. Vid den tiden var fisket, skogsbruk och mulbete tämligen gått. År 1759 redovisas Lundas nya gårdsbebyggelse som uppfördes något närmare Mälaren än den gamla bytomten. Av kartan framgår även det ännu bevarade torpet Kohagen söder om gården. På kartmaterial från mitten av 1800-talet framgår en stor trädgård vid gårdsbebyggelsen. Omkring 1870 uppfördes sommarnöjet Lunda Villa strax söder om Lundas gårdsanläggning. Huset var under en tid även bostad för gårdens arrendator. Byggnaden fick 1979 lagskydd som byggnadsminne, men brann ner till grunden 2011 och avfördes då som byggnadsminne.
Ängsmarken öster om gården var ännu inte uppodlat på 1800-talets mitt, men vid sekelskiftet 1900 hade all ängsmark förvandlats till åker. I slutet av 1800-talet anlades även flera tvätterier på Lovön. Ett av de större var Lunda tvätteri som sysselsatte på 1910-talet mellan 30 och 40 personer. Tvätteriet hade omfattande verksamhet under 1930–1950-talen och var fortfarande i drift på 1980-talet. Sedan 1950-talet har flera nya byggnader tillkommit som är privatbostäder. Idag brukas marken till Lunda genom arrende och på åkermarken bedrivs vallodling. Gården har även hästverksamhet.
Lunda gård, bilder

Lunda gård
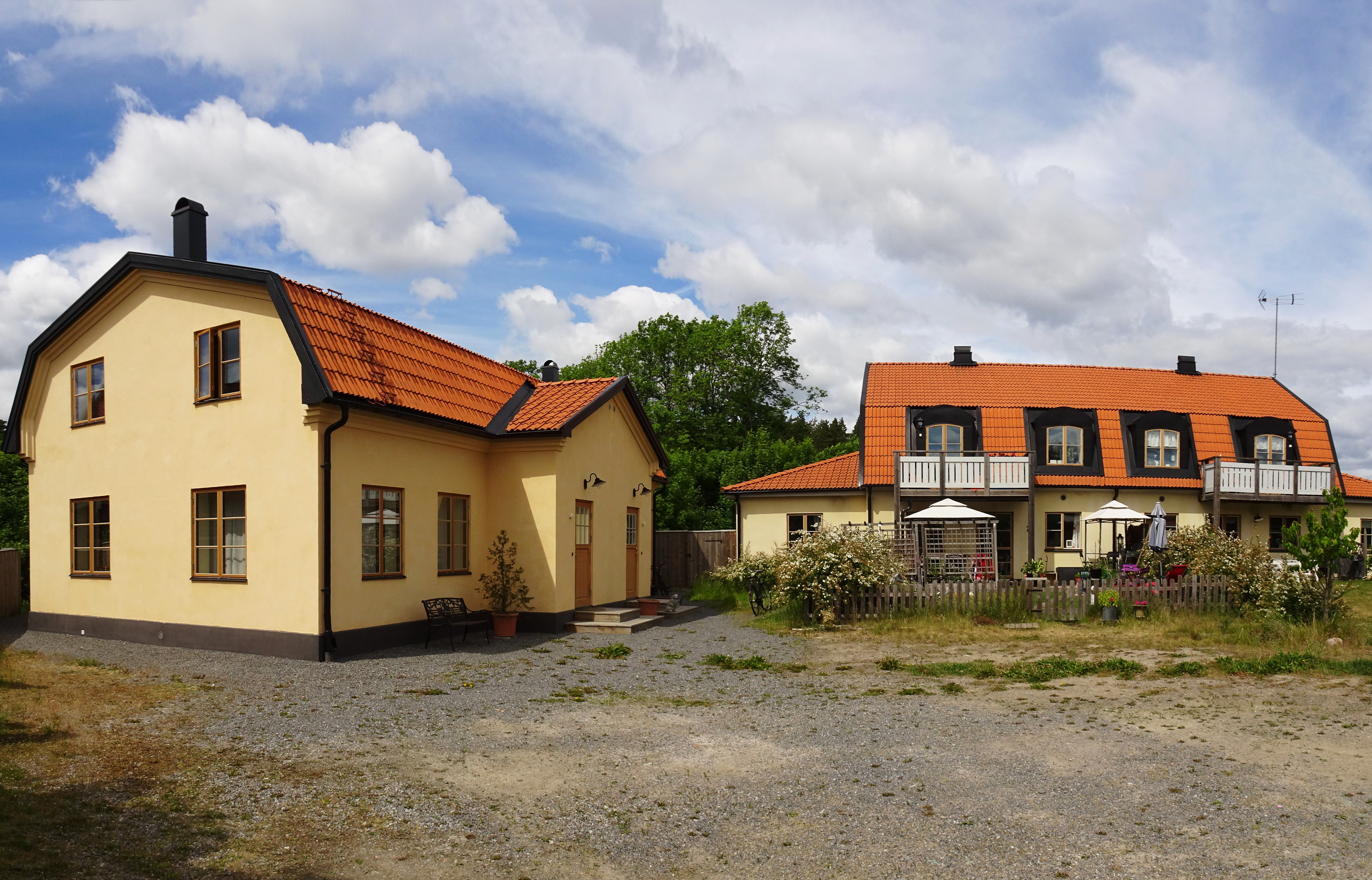
Lundby gårds huvudbyggnader
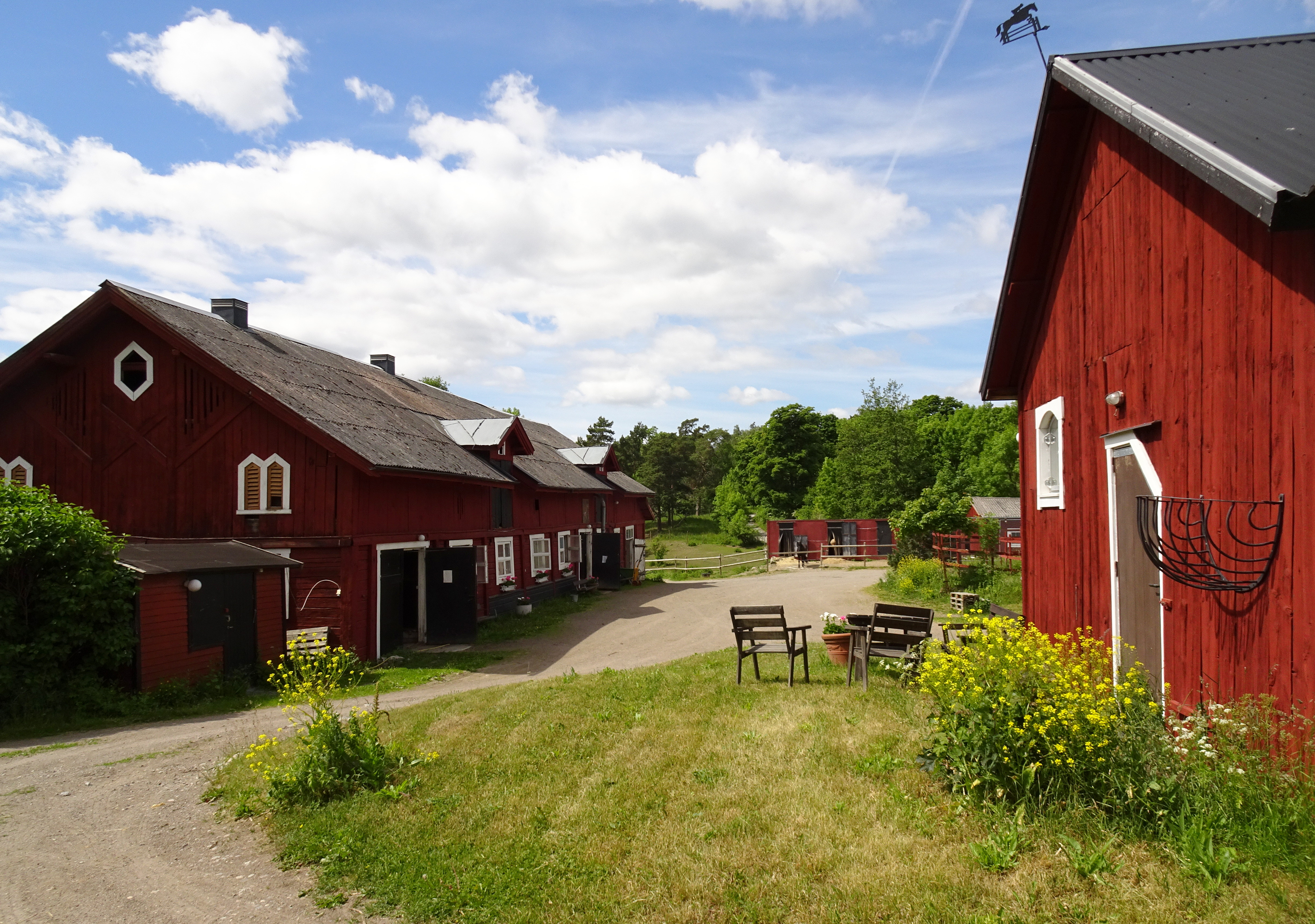
Gårdens ekonomibyggnader och stall
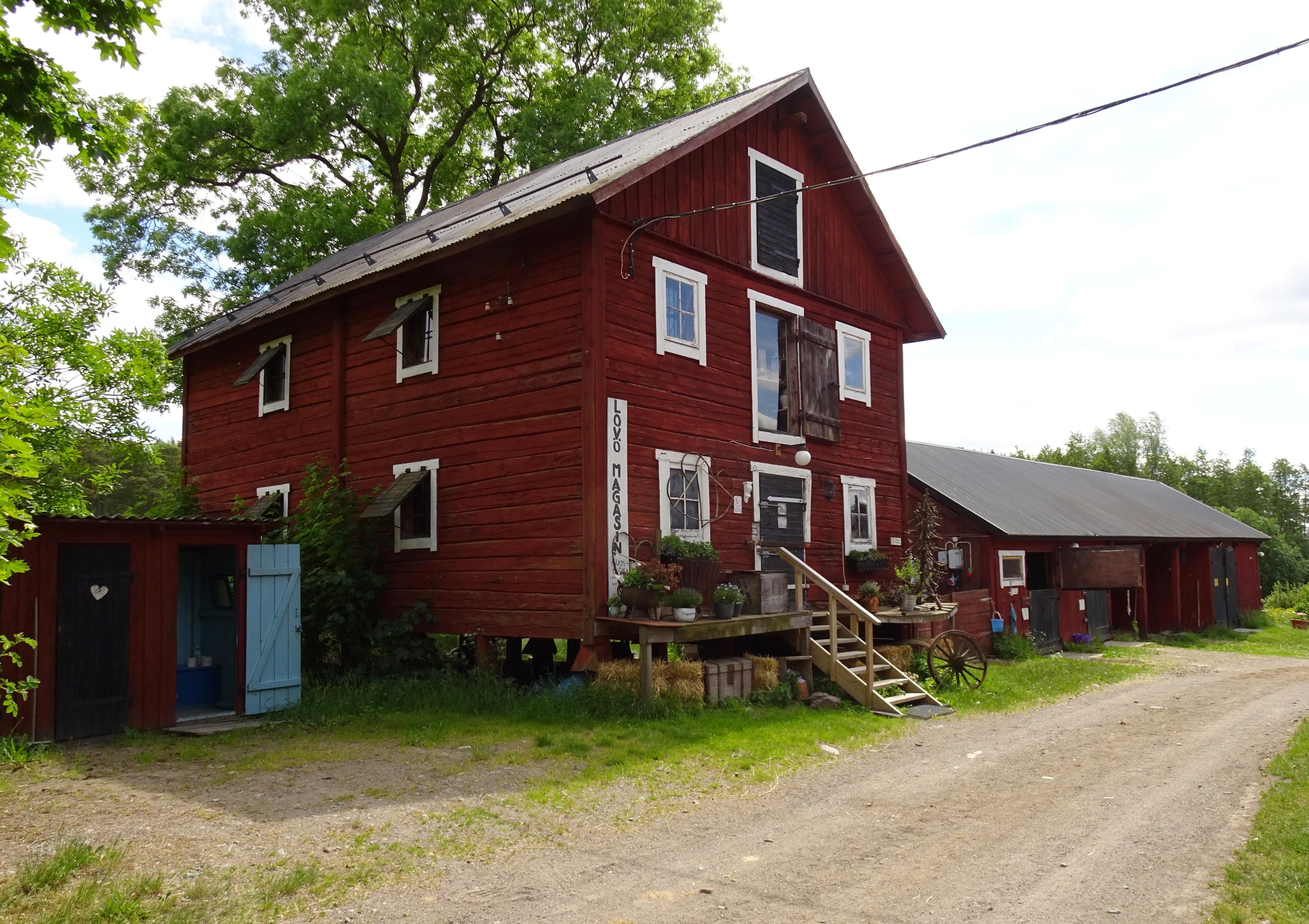
Lovö magasin, Lundas gårdsbutik
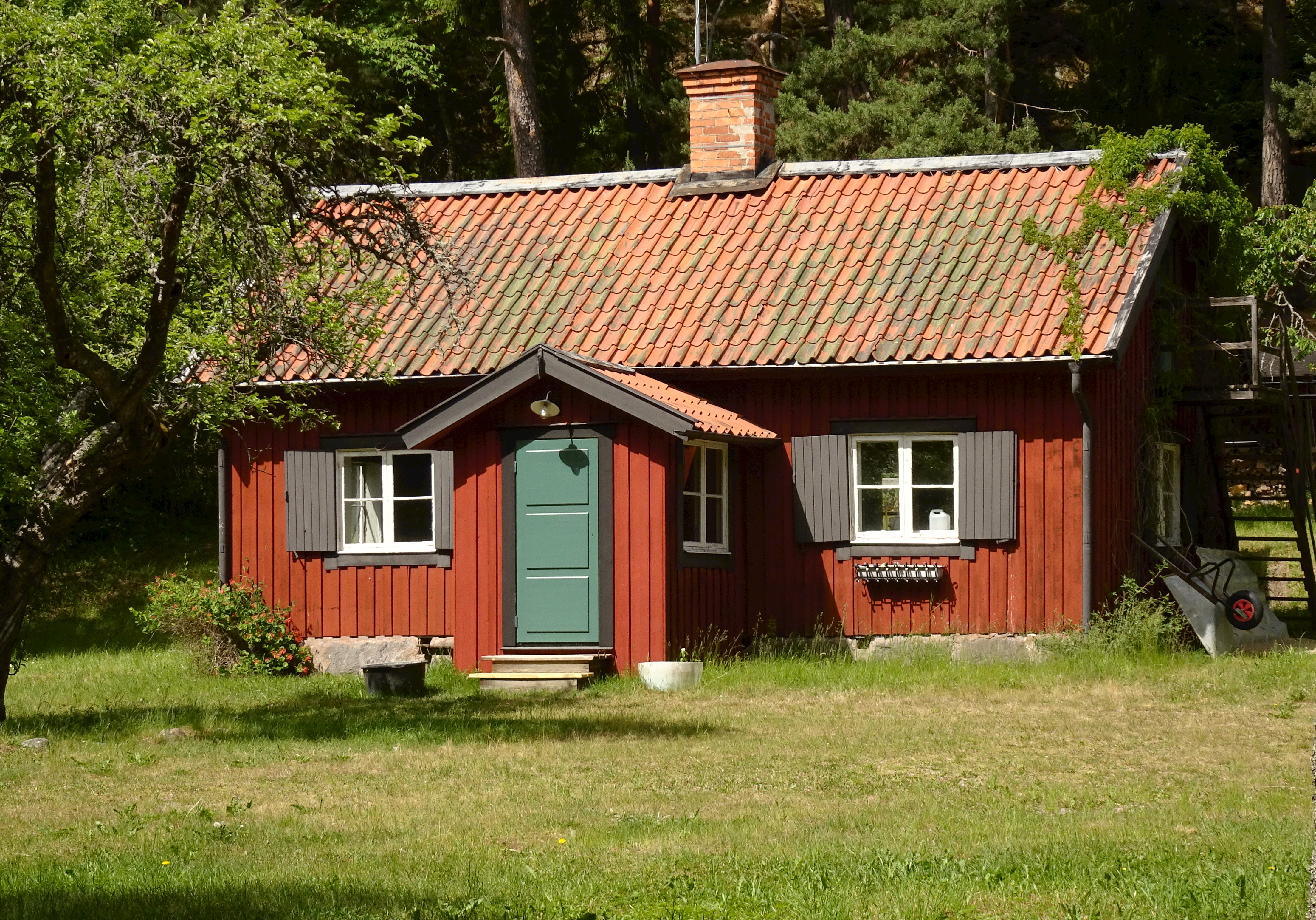
Torpet Kohagen
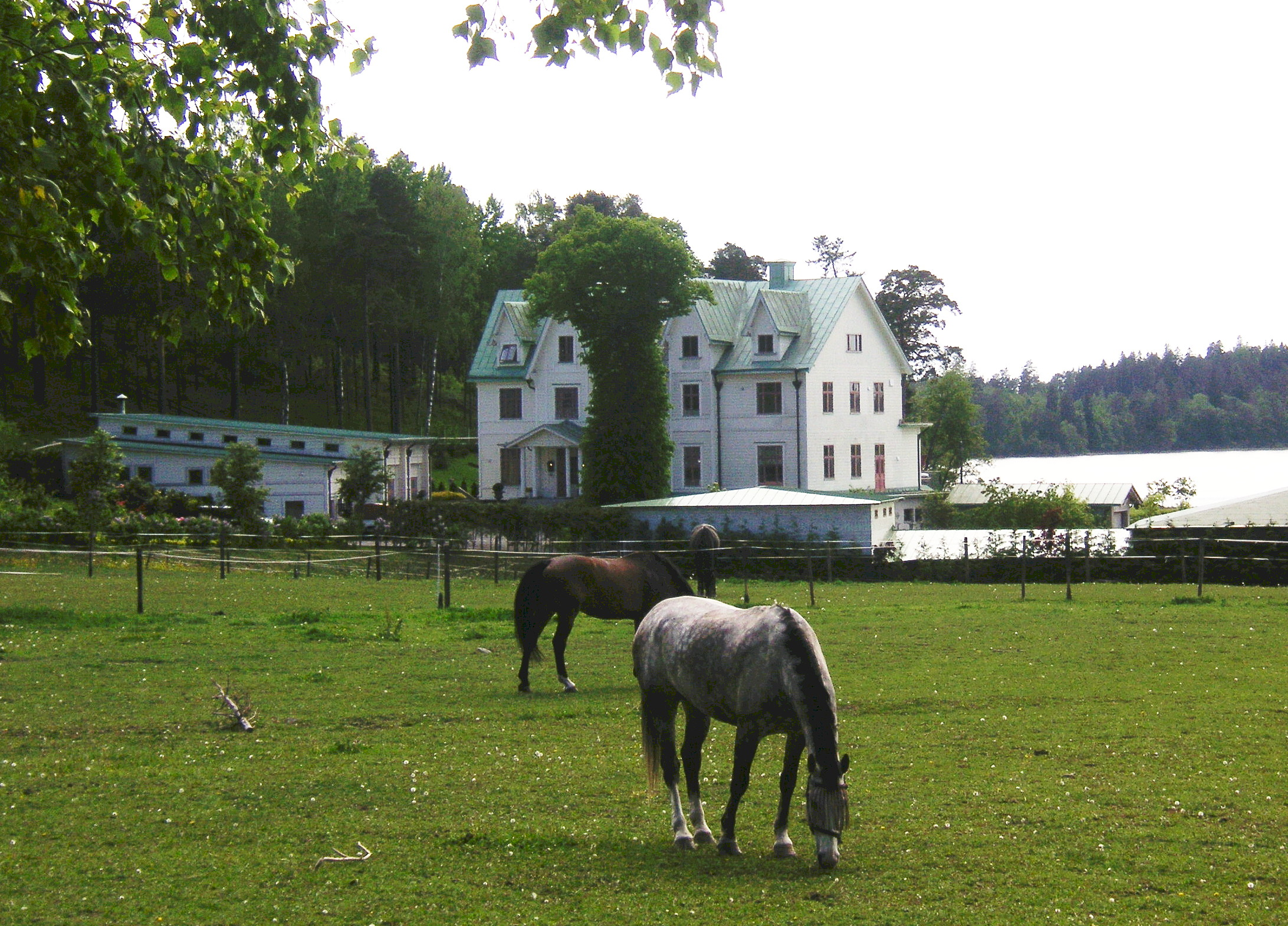
Lunda Villa före branden 2007

### Norrby gård
- Koordinater för huvudbyggnaden: 59°19′57.4″N 17°49′38.2″Ö / 59.332611°N 17.827278°Ö

Norrby gård ligger på nordvästra delen av Lovön och sträcker sig ut mot Mälaren med en lång strandremsa. Gårdens ägor gränser till prästgårdens i söder och till Barkarby gårds i öster. Det äldsta kända skriftliga dokumentet för namnet är från år 1438 och skrevs då Norby. Norrby bestod av två gårdar. Den ena kom redan 1531  genom ett markbyte med bonden Jöns Olsson i Gustav Vasas ägo, den andra gården köptes 1545 av kronan. Vid en kartering år 1640 fanns tre lika stora kronohemman som kallades Norrgården, Millangården och Södergården. Även 1769 redovisas tre gårdar benämnda Opgården, Mellangården och Södergården. Även på sockenkartan från 1800-talets mitt syns kringbyggda ekonomibyggnader på tre platser på Norrby bytomt. Vid sekelskiftet 1900 redovisas Norrby som kronogård och en stor del av Norrby skog, tillsammans med Barkarbys och Hogstas skog hade avdelats och betecknades som Lofö kronopark. Lovö vattenverk anlades i slutet av 1920- och början av 1930-talet på Norrbys mark vid Mälaren. Idag brukas Norrby tillsammans med Barkarby och Hogsta. Man odlar vall, vete, raps och korn och stallet bedrivs hästverksamhet med 18 inackorderade ridhästar.

Norrby gård, bilder
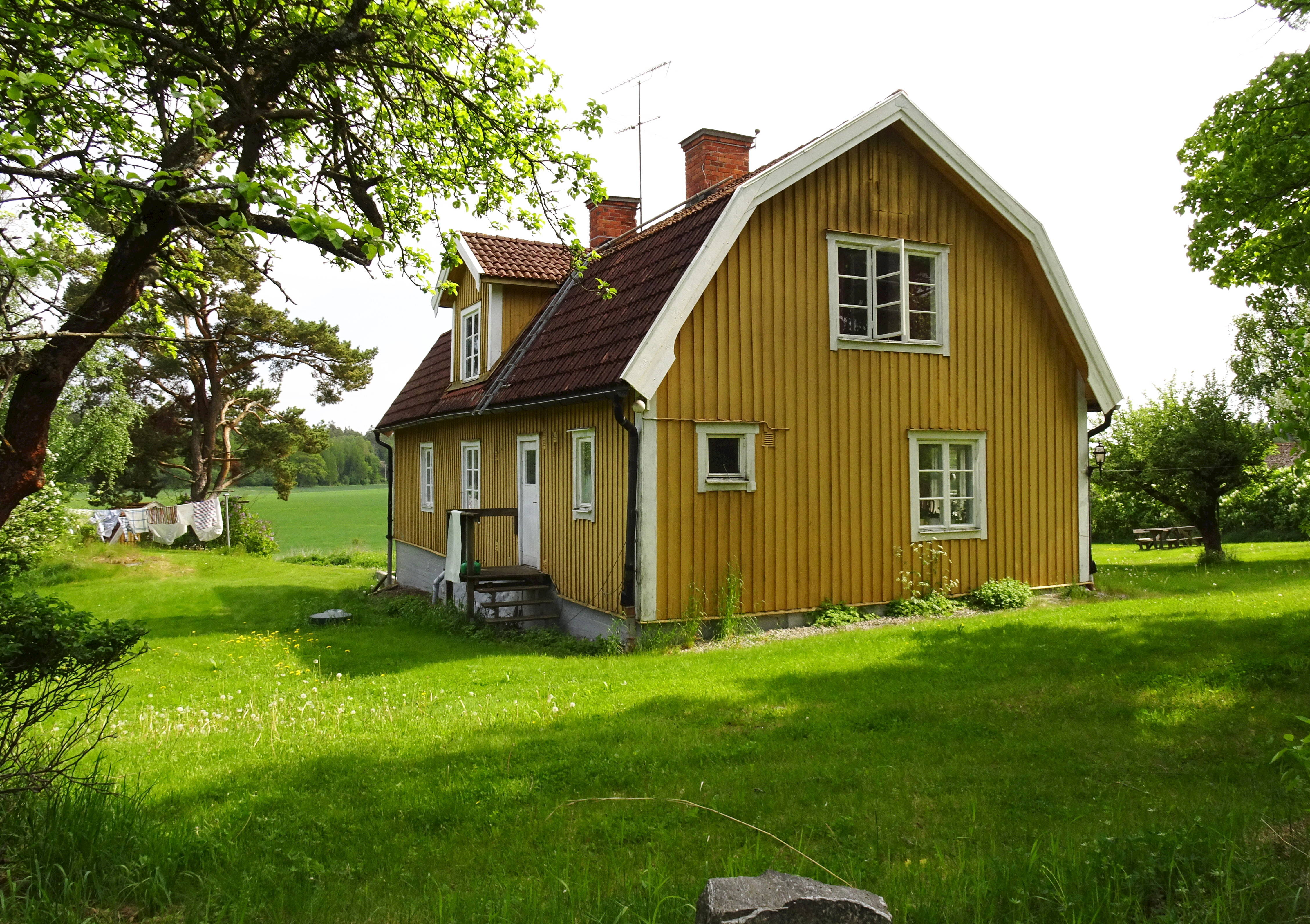
Norrby gårds huvudbyggnad
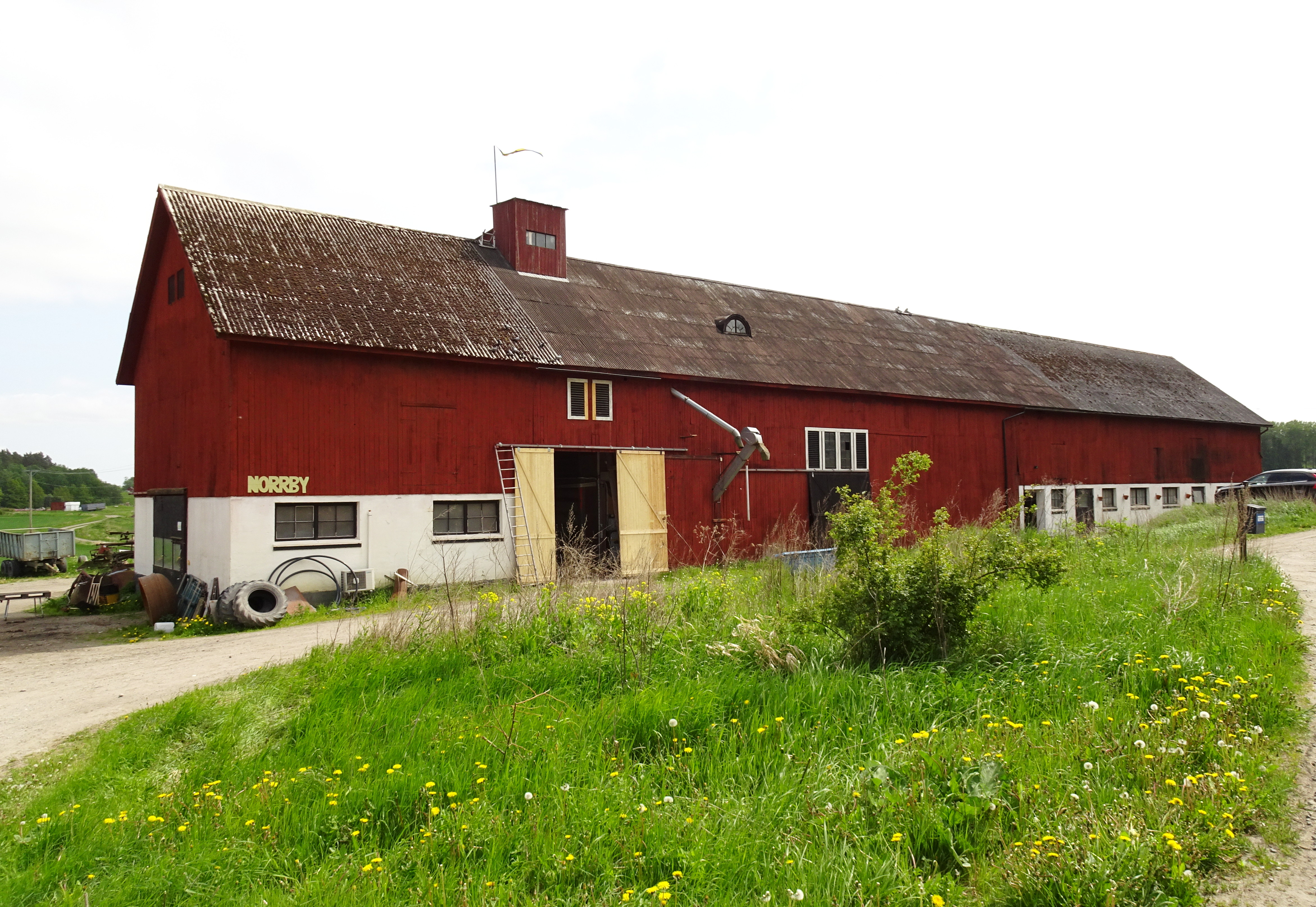
Ekonomibyggnad / stallet
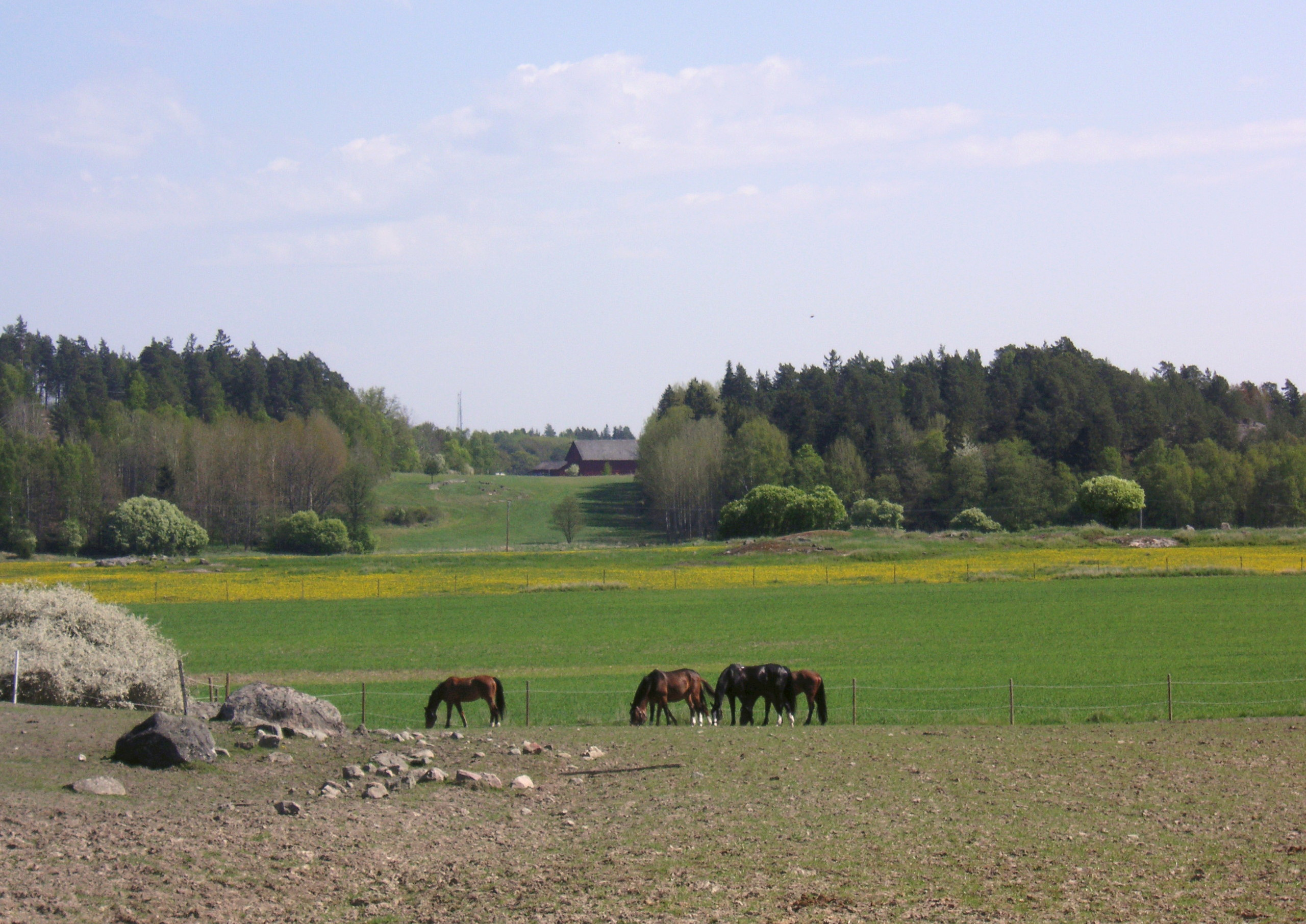
Norrby gårds hästar och kulturlandskap
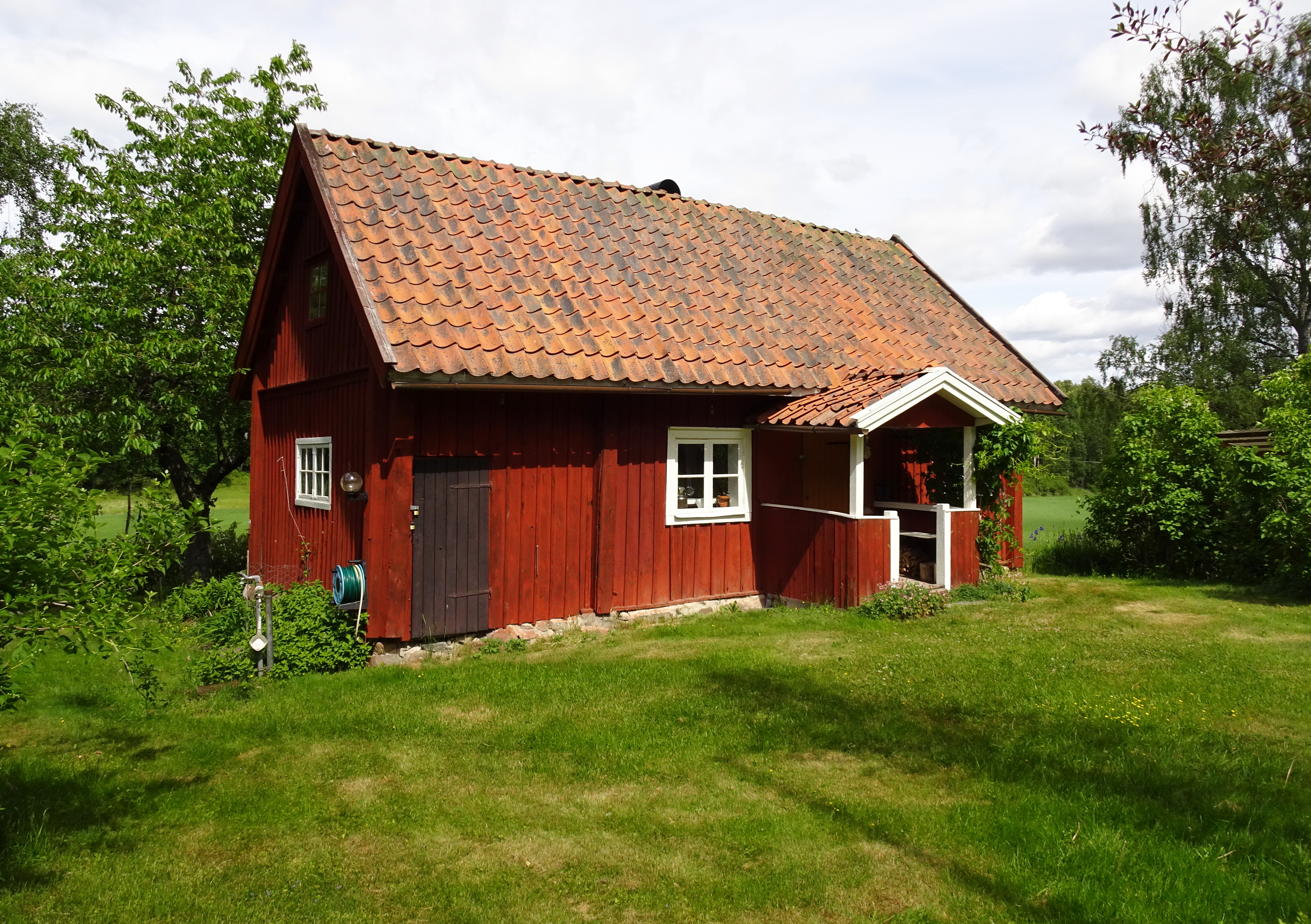
Nytorp låg under Norrby
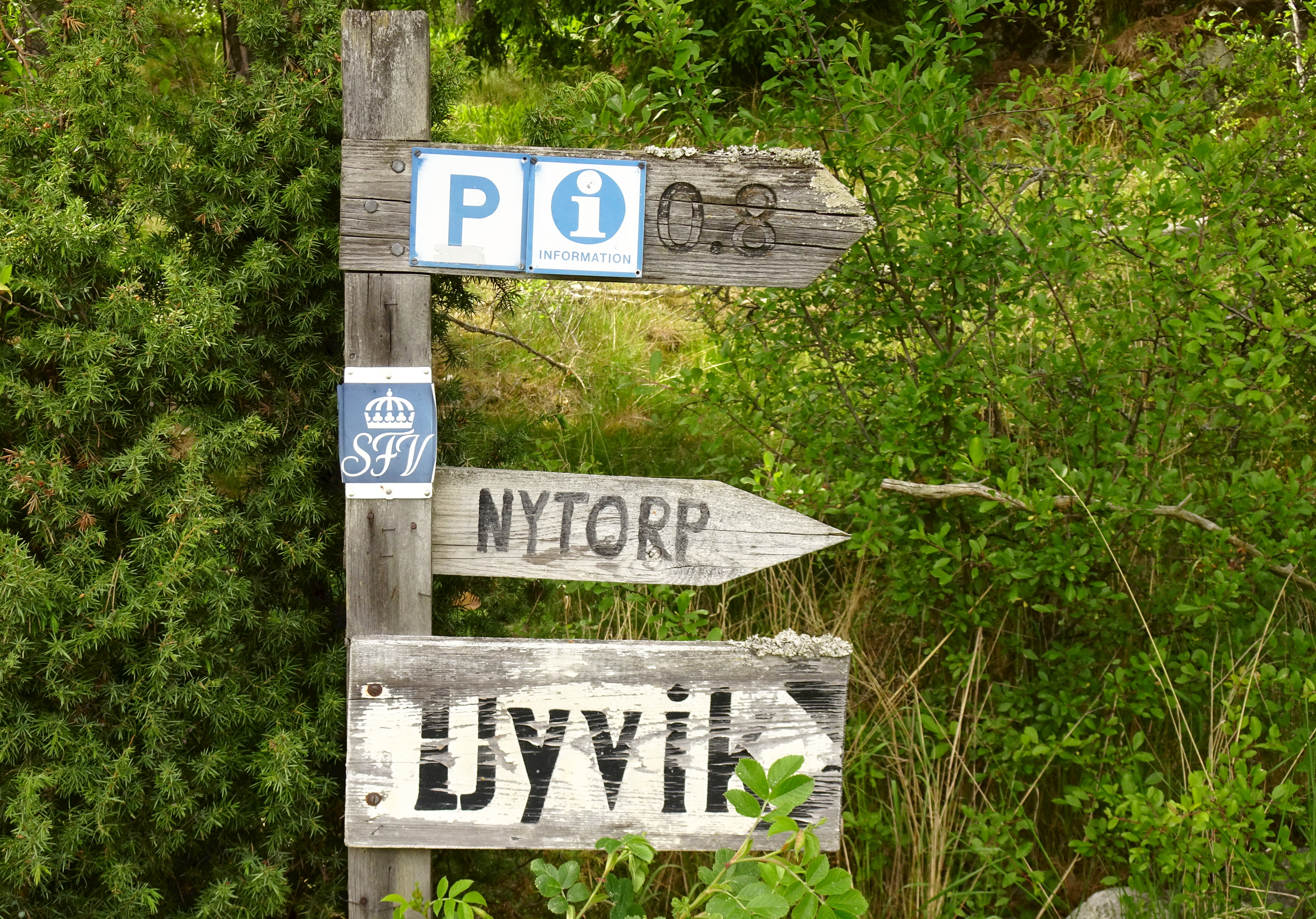
Vägvisare vid Norrby gård

### Rörby gård
- Koordinater för huvudbyggnaden: 59°19′52.7″N 17°50′56.7″Ö / 59.331306°N 17.849083°Ö

Rörby gård ligger på nordöstra delen av Lovön och hör till de mindre jordbruksenheterna i socknen. Ägorna sträcker sig mot Mälaren i nordost med en kort strandremsa och ett mindre vattenområde. I väster gränser Rörby mot Hogsta och Barkarby och i öster ligger Drottningholms kungsgård. Rörby omnämns år 1409 första gången i skriftliga källor som Rørby med betydelsen röse eller gräns. 1567 lades gården till Gustav Vasas egendomar och blev kronohemman. När Rörby karterades första gången på 1640-talet var det fortfarande ett kronohemman. På Rörbys marker låg även en damm som matade vattenkonsten (fontäner och brunna) i Drottningholms slottspark. Vid ägomätningen år 1745 redovisades Rörby som skattehemman. 1814 ”innehades under nyttjande” gården av Sven Anders Hedin, som var hovmedikus och provinsialläkare i Drottningholm och Svartsjö slotts län men bodde i Stockholm. Troligen var det han som 1815 lät bygga om mangården till sin nuvarande form. Källaren till huset har tunnvalv och härrör förmodligen från 1500-talet.
I slutet av 1800-talet fanns en handelsbod i mangårdsbyggnaden som ersattes 1910 av handelsboden i närbelägna Hogsta. 1943 anlades Försvarets radioanstalt på en del av Rörby ägor. Rakt igenom Rörby inägor sträcker sig idag ett öppet område ner mot Lovö kyrkallé där en av Försvarets radioanstalts antennanläggningar är installerad. En del av Rörbys ursprungliga mark nyttjas även av Kungliga Drottningholms golfklubb som började anläggas 1958-59. Rörby Nedergård ägs av Ekerö kommun och förvaltas av Stiftelsen Lovö Naturvård. Nedergården har varit statarbostad till Rörby gård och är numera hembygdsmuseum. På området finns förutom huvudbyggnaden ett äldre sädesmagasin med vällingklocka, mjölkkällare, hönshus, stall och loge. Gården bedriver hästverksamhet med cirka 25 hästar”.

Rörby gård, bilder
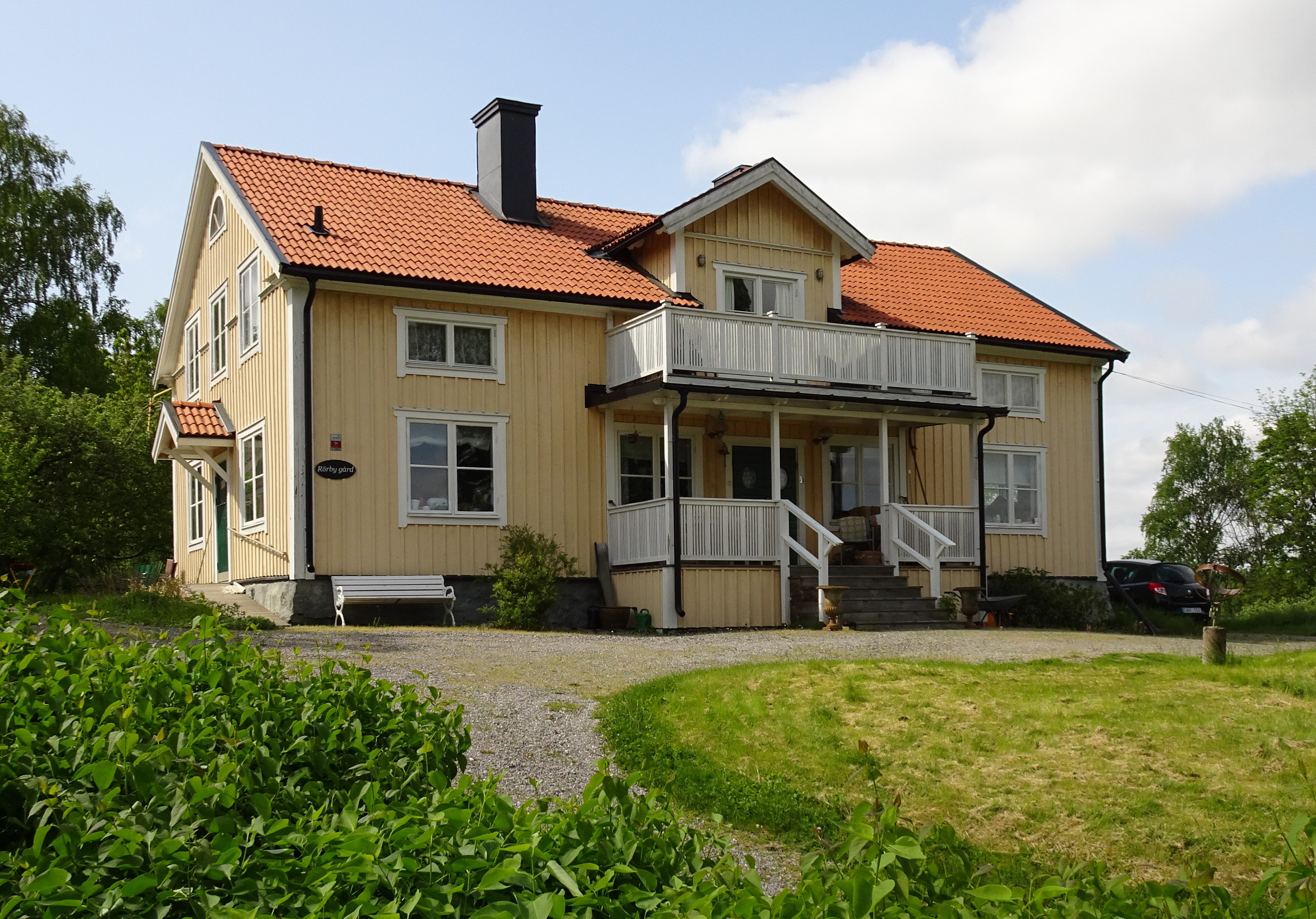
Rörby gårds huvudbyggnad
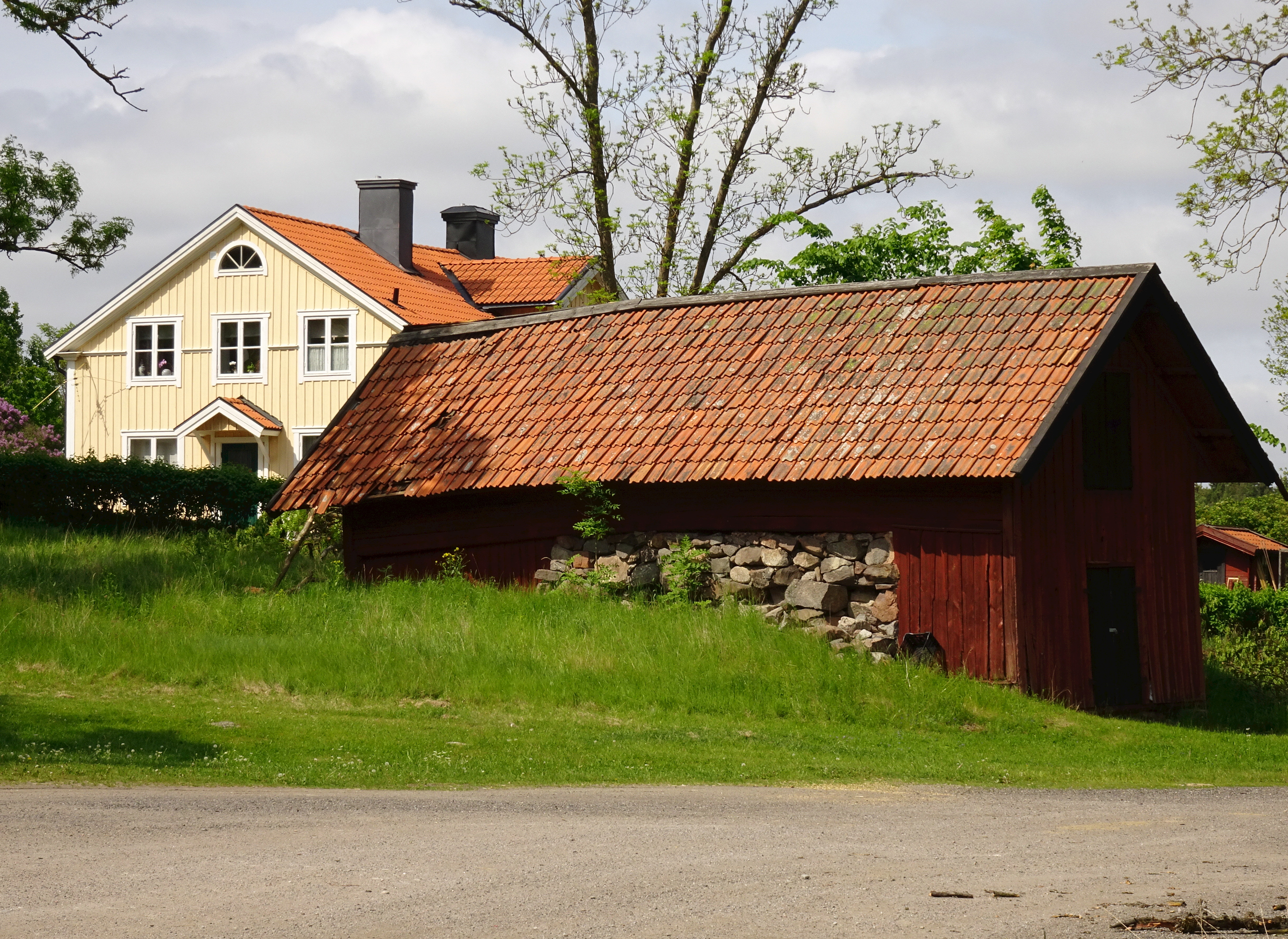
Mjölkkällaren
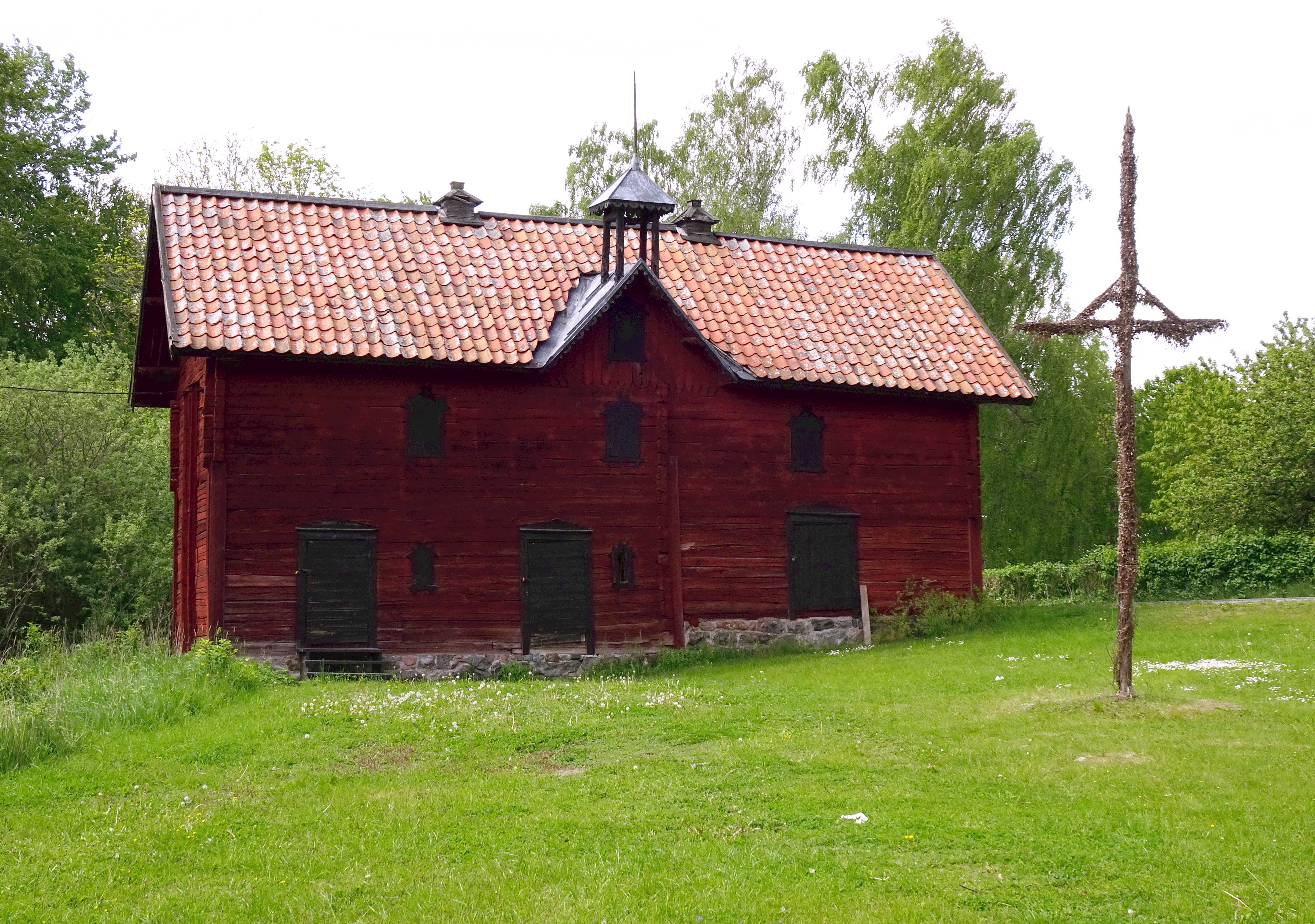
Spannmålsmagasinet
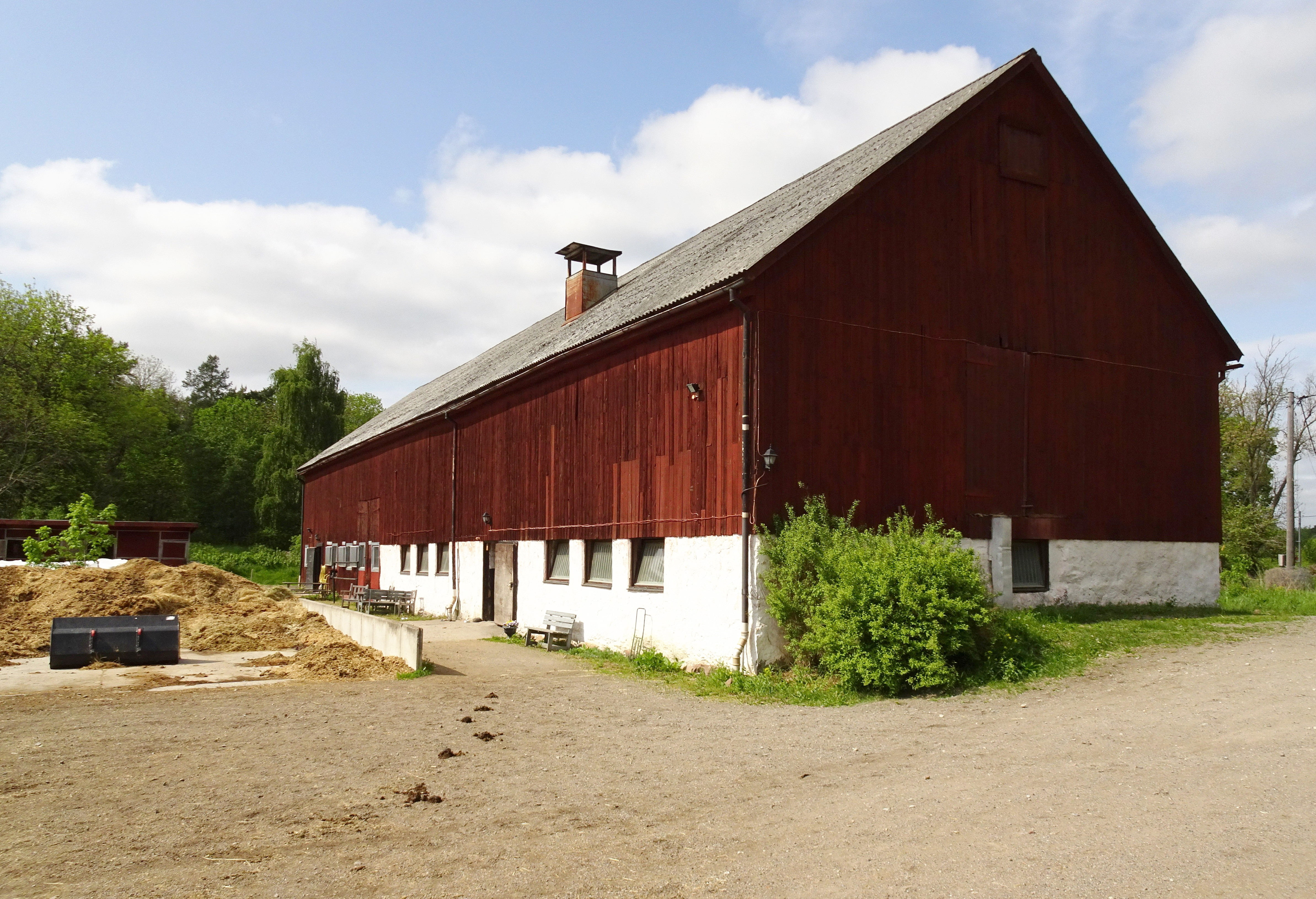
Stall
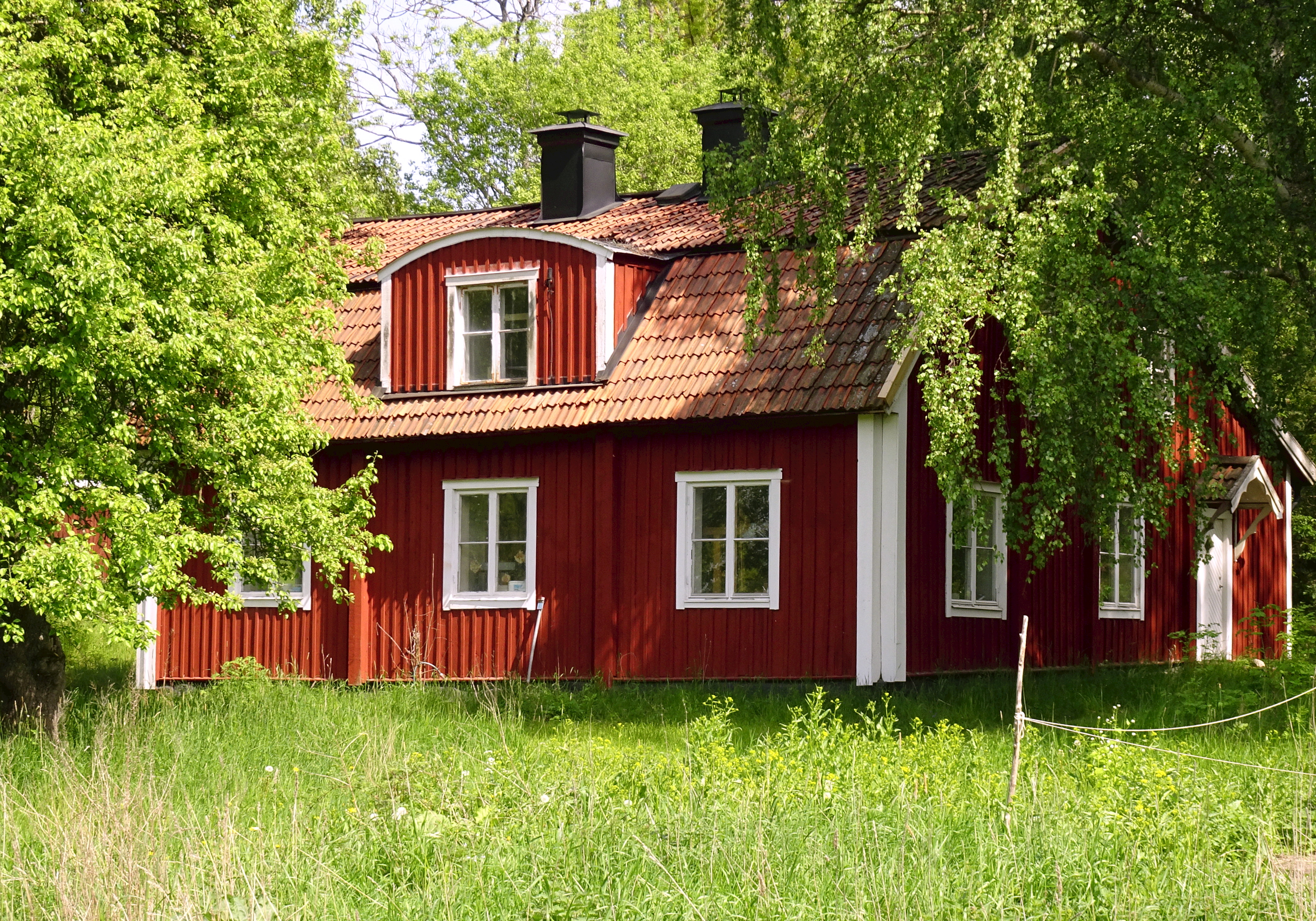
Rörby Nedergård

### Söderby gård
- Koordinater för huvudbyggnaden: 59°18′34.5″N 17°50′28.8″Ö / 59.309583°N 17.841333°Ö

Söderby gård ligger, som namnet antyder, på Lovöns södra sida. Ägorna sträcker sig i form av en triangel med spetsen mot norr och i söder ner mot Mälaren där en del av vattenområdet ingår. Här vidtar Lindö med Malmviks gårds ägor. I öster ligger Edeby och i väster Lunda. Att platsen var bebodd redan på forntiden visar fem gravfält på Söderbys ägor. Redan i stenålderns slutskede (cirka 2 300 – 1 800 år f Kr) fanns en säsongsboplats för jakt och fiske vid Söderby.
Söderby omnämns år 1342 första gången i skrift som de Sudhirby. Under medeltidens senare hälft fanns här tre frälsegårdar. Dessa övertogs år 1542 av kronan och 1546 blev de Gustav Vasas egendom. När Söderby första gången karterades år 1640 fanns här tre hemman, ägda av staten (kronan). I mitten av 1800-talet fanns två kringbyggda byggnader på Söderby samt torpen Stäkstorpet och Lillbråten. Det senare försvann omkring 1900. 
Till den äldre, bevarade bebyggelsen räknas mangården, ett magasin och ett stall. Idag brukas de flesta åkerskiftena av arrendatorn på Edeby gård. I motsats till de övriga Lovögårdarna är Söderbys brukningscentrum avstyckat och friköpt från Statens fastighetsverk. På Söderby bedrivs omfattande hästverksamhet och hästbeten med sina vita inhägnader dominerar landskapsbilden. 
Flyktinglägret vid Söderby gård
År 1944 upprättade Civilförsvarsstyrelsen ett flyktingläger, Lovölägret, i skogen omedelbart väster om Söderby gård. Anläggningen bestod av 44 byggnader varav 30 baracker och var tänkt som genomgångsläger för framför allt estniska familjer och rumänska kvinnor. Lägret var inhägnat, men troligen fanns det ingen militär bevakningsstyrka. Lägret stängdes i augusti 1945, då hade totalt  989 personer passerat anläggningen, några kom även från koncentrationslägret Auschwitz.

Söderby gård, bilder
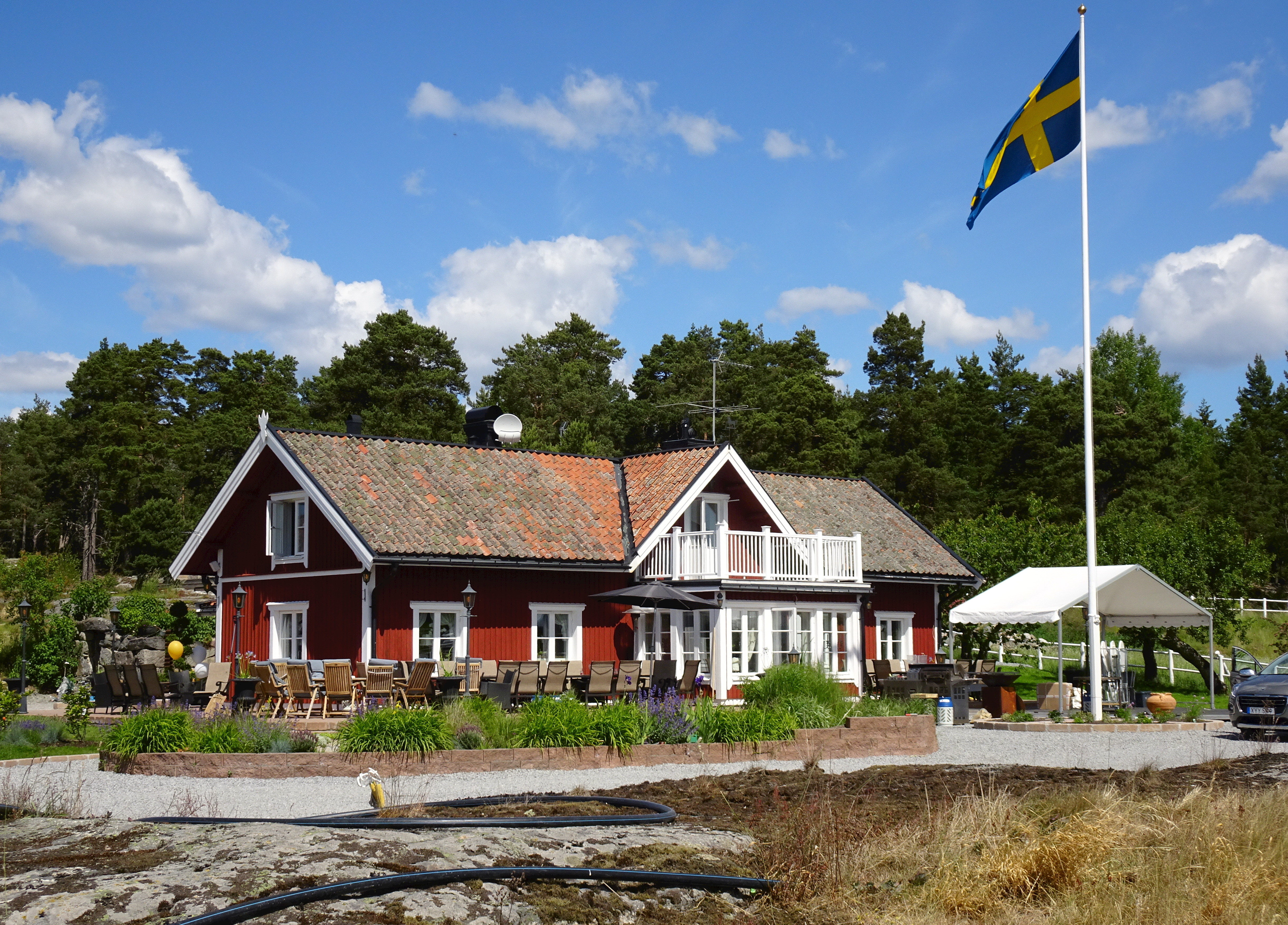
Söderby gårds huvudbyggnad
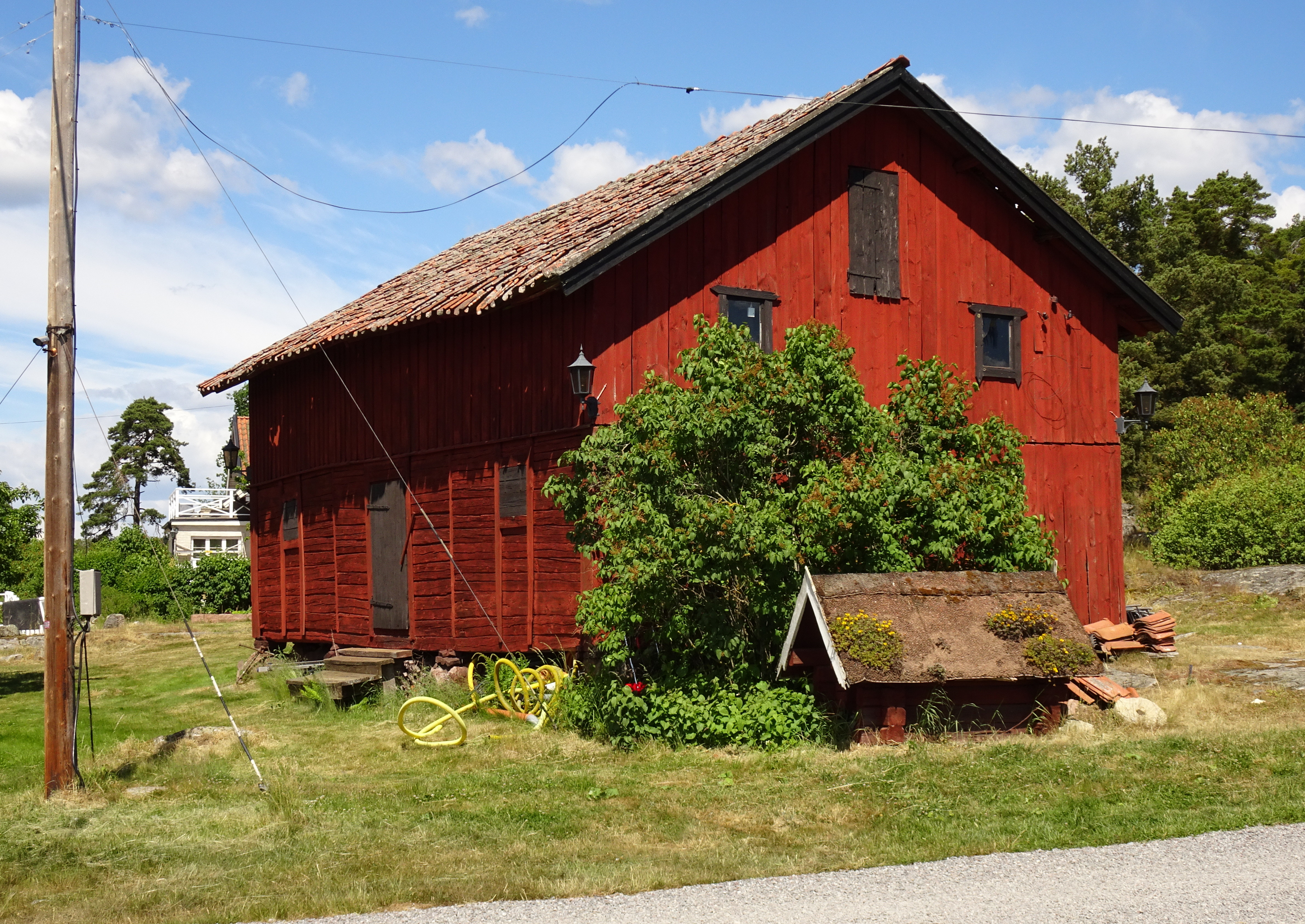
Äldre magasinsbyggnad
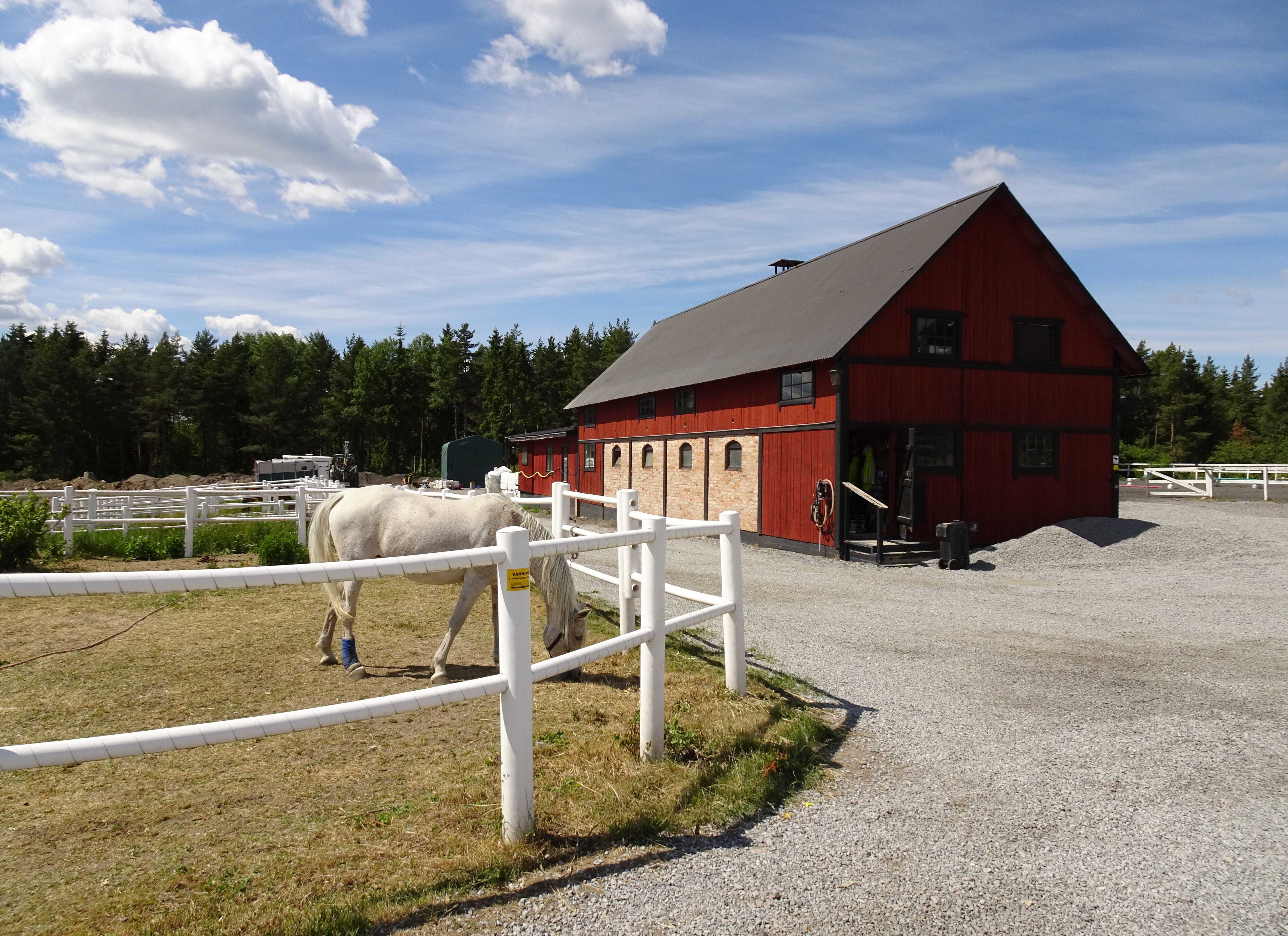
Stallet
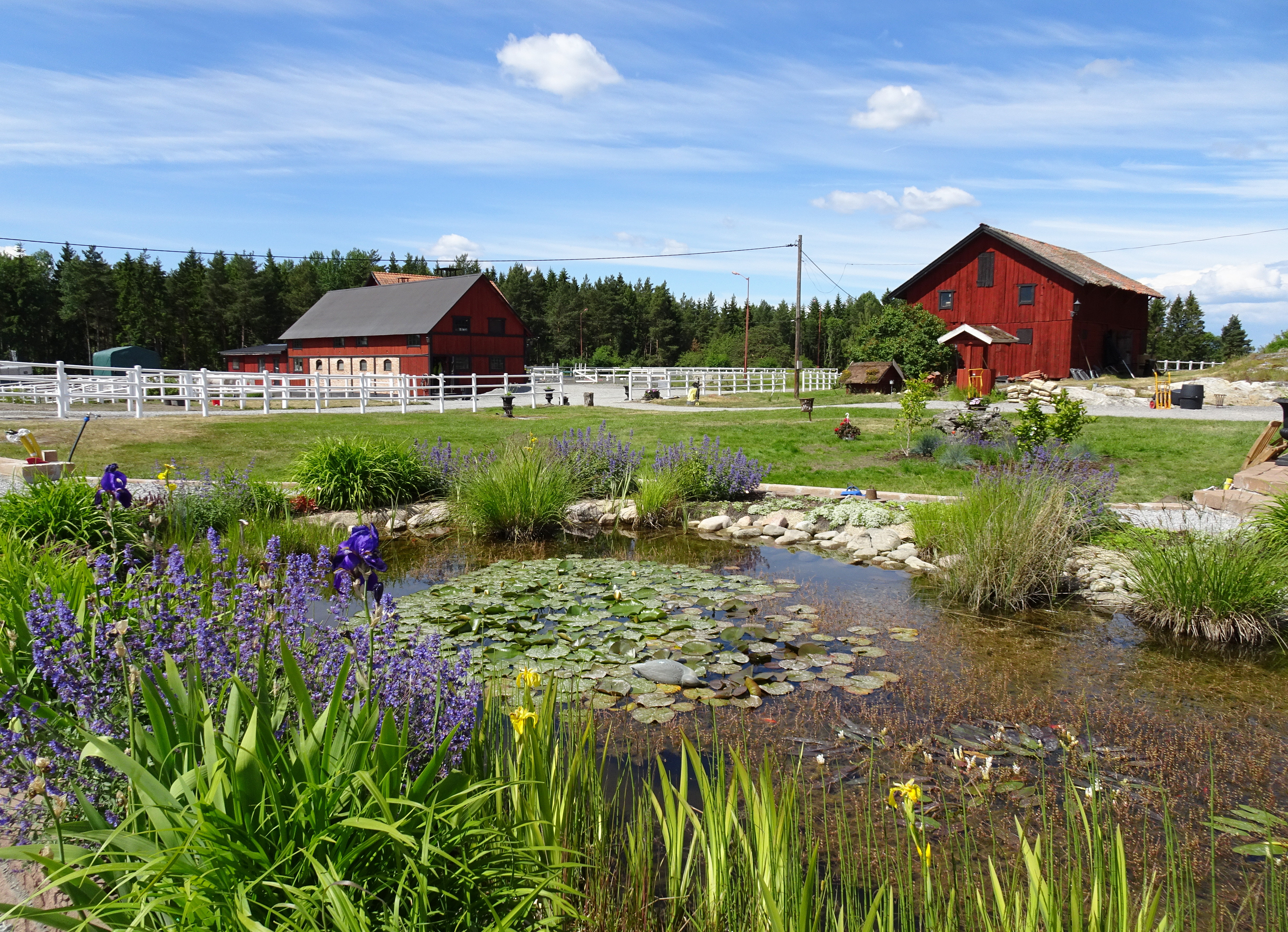
Stallet och magasinet
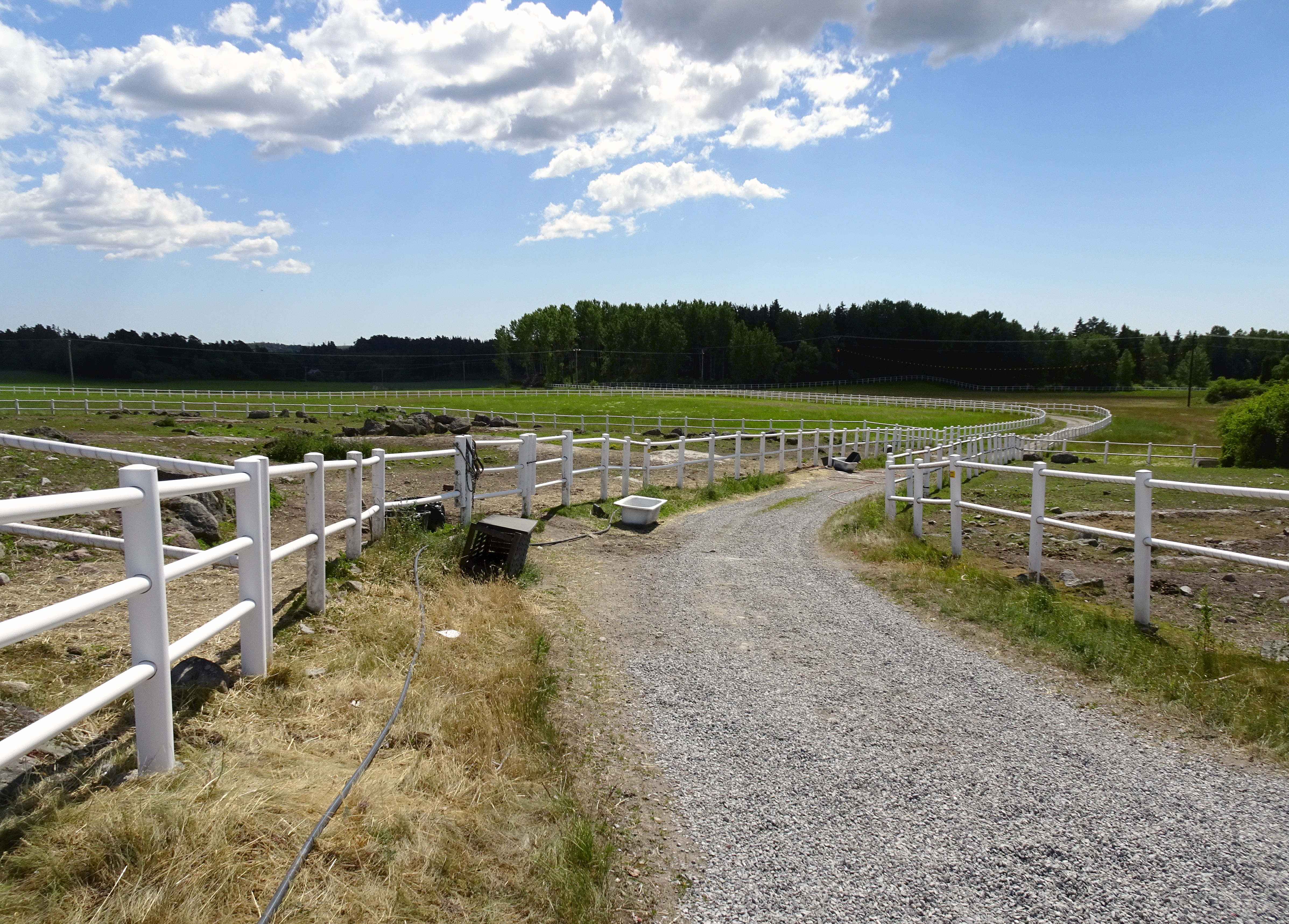
Vita inhägnader dominerar landskapsbilden.